# تيانجين
تيانجين (بالـصينية: 天津)  [tʰjɛ́n.tɕín]  بالحروف اللاتينية بالتناوب هي مدينة ساحلية في شمال الصين على شاطئ بحر بوهاي. وهي واحدة من تسع مدن مركزية وطنية في البر الرئيسي للصين، ويقدر إجمالي عدد سكانها بـ 15.621.200 في عام 2016. كانت منطقتها المبنية المكونة من 12 منطقة مركزية (جميعها باستثناء باودي وجيزو وجينغهاي ونينغي)، موطنًا لـ 12491300 نسمة في عام 2016 وهي أيضًا أكبر تجمع سكاني رقم 29 في العالم (بين تشنغدو وريو دي. جانيرو) والمركز الحادي عشر في ترتيب المدن الأكثر اكتظاظًا بالسكان.
تُدار كواحدة من أربع بلديات تخضع للإدارة المباشرة للحكومة المركزية الصينية، وبالتالي فهي تخضع للإدارة المباشرة لمجلس الدولة. تقع تيانجين على حدود مقاطعة خبي وبلدية بكين، ويحدها من الشرق جزء خليج بوهاي من البحر الأصفر. وهي جزء من حافة بوهاي الاقتصادية، وهي أكبر مدينة ساحلية في شمال الصين
من حيث عدد سكان الحضر، تيانجين هي رابع أكبر مدينة في الصين بعد شنغهاي وبكين وقوانغتشو. من حيث عدد سكان المنطقة الإدارية، تحتل تيانجين المرتبة الخامسة في البر الرئيسي للصين. تم بناء مدينة تيانجين المسورة عام 1404. كميناء معاهدة منذ عام 1860، كانت تيانجين ميناءًا بحريًا رئيسيًا وبوابة لبكين. خلال تمرد الملاكمين كانت المدينة مقر حكومة تيانجين المؤقتة. تحت حكم أسرة تشينغ وجمهورية الصين، أصبحت تيانجين واحدة من أكبر المدن في المنطقة. في ذلك الوقت، تم تشييد العديد من المباني والقصور ذات الطراز الأوروبي في امتيازات، وكثير منها محفوظ جيدًا اليوم. بعد تأسيس جمهورية الصين الشعبية، عانت تيانجين من الكساد بسبب سياسة الحكومة المركزية وزلزال تانغشان عام 1976، لكنها تعافت من التسعينيات. في الوقت الحاضر، تيانجين هي مدينة ثنائية النواة، حيث تقع منطقتها الحضرية الرئيسية (بما في ذلك المدينة القديمة) على طول نهر هاي، الذي يتصل بنهر الأصفر ونهر اليانغتسي عبر القناة الكبرى؛ وبينهاي، وهي مركز حضري متاخم لمنطقة جديدة تقع شرق المدينة القديمة، على ساحل خليج بوهاي. اعتبارًا من نهاية عام 2010، أنشأت حوالي 285 شركة من شركات فورتن 500 قاعدة في بينهاي. منذ عام 2010، أصبحت منطقة يوجيابو المالية في تيانجين معروفة باسم مانهاتن الصينية وتعتبر المدينة واحدة من أفضل 100 مدينة في العالم، بما في ذلك في مؤشر المراكز المالية العالمية. تم تصنيف تيانجين كمدينة بيتا (الدرجة الثانية العالمية) من قبل شبكة أبحاث العولمة والمدن العالمية.
تيانجين هي واحدة من أفضل 25 مدينة في العالم من خلال مخرجات البحث العلمي وفقًا لمؤشر الطبيعة، وهي موطن للعديد من معاهد التعليم العالي البارزة في شمال الصين، بما في ذلك جامعة تيانجين وجامعة نانكاي وجامعة تيانجين للتكنولوجيا، جامعة تيانجين الطبية وجامعة تيانجين للفنون التطبيقية وجامعة تيانجين للعلوم والتكنولوجيا وجامعة خبي للتكنولوجيا وجامعة تيانجين العادية.

## الاسم
تيانجين هي نظام الكتابة بالحروف اللاتينية من الحروف الصينية، والتي تعني «فورد السماوية».
أصل الاسم غامض. أحد أصول الكلمات الشعبية هو أنه كان تكريمًا لشاعر تشو الوطني كيو يوان، الذي يتضمن «لي ساو» اصل آخر هو أنه يكرم الاسم السابق للفتاة، وهي كوكبة صينية مسجلة تحت اسم تيانجين في قسم السجل الفلكي في كتاب سوي. والثالث هو أنه مشتق من اسم مكان مدون في سجل النهر لتاريخ جين. والأكثر شيوعًا هو أن إمبراطور يونغلي لمينغ، الذي عبر نهر غو في تيانجين في طريقه جنوبًا للإطاحة بابن أخيه، الإمبراطور جيانوين، هو الأكثر شيوعًا.

## تاريخ

### التاريخ المبكر
تم إنشاء الأرض التي تقع فيها تيانجين اليوم بين 900 و1300م عن طريق ترسيب الأنهار المختلفة التي تدخل البحر في خليج بوهاي، بما في ذلك النهر الأصفر، الذي دخل البحر المفتوح في هذه المنطقة في وقت ما. ساعد بناء القناة الكبرى في ظل سلالة سوي في التطور المستقبلي لتيانجين حيث امتدت القناة من هانغتشو إلى منطقة بكين وتيانجين بحلول عام 609 م. تم نقل الحبوب من جنوب الصين بانتظام إلى الشمال عبر القناة واستخدمت خلال السلالات اللاحقة. بدأ ذكر تيانجين بشكل متزايد في السجلات خلال عهد أسرة سونغ واكتسبت أهمية خلال عهد أسرة يوان. شهدت تيانجين تطورًا في ظل يوان وأصبحت موقعًا رئيسيًا لتخزين البضائع والحبوب. أصبحت تيانجين مدينة حامية ومحطة شحن خلال عهد أسرة مينج. أصبحت مركزًا للتجارة والازدهار بحلول القرن السابع عشر.

### سلالة تشينغ
خلال عهد أسرة تشينغ (1644 – 1911)، كانت محافظة تيانجين أو تشو (州) في عام 1725، وأنشئت مقاطعة تيانجين داخل المحافظة في عام 1731. في وقت لاحق تمت ترقيته إلى محافظة حضرية قبل أن يصبح محطة ترحيل تحت قيادة نائب الملك في تشيلي.

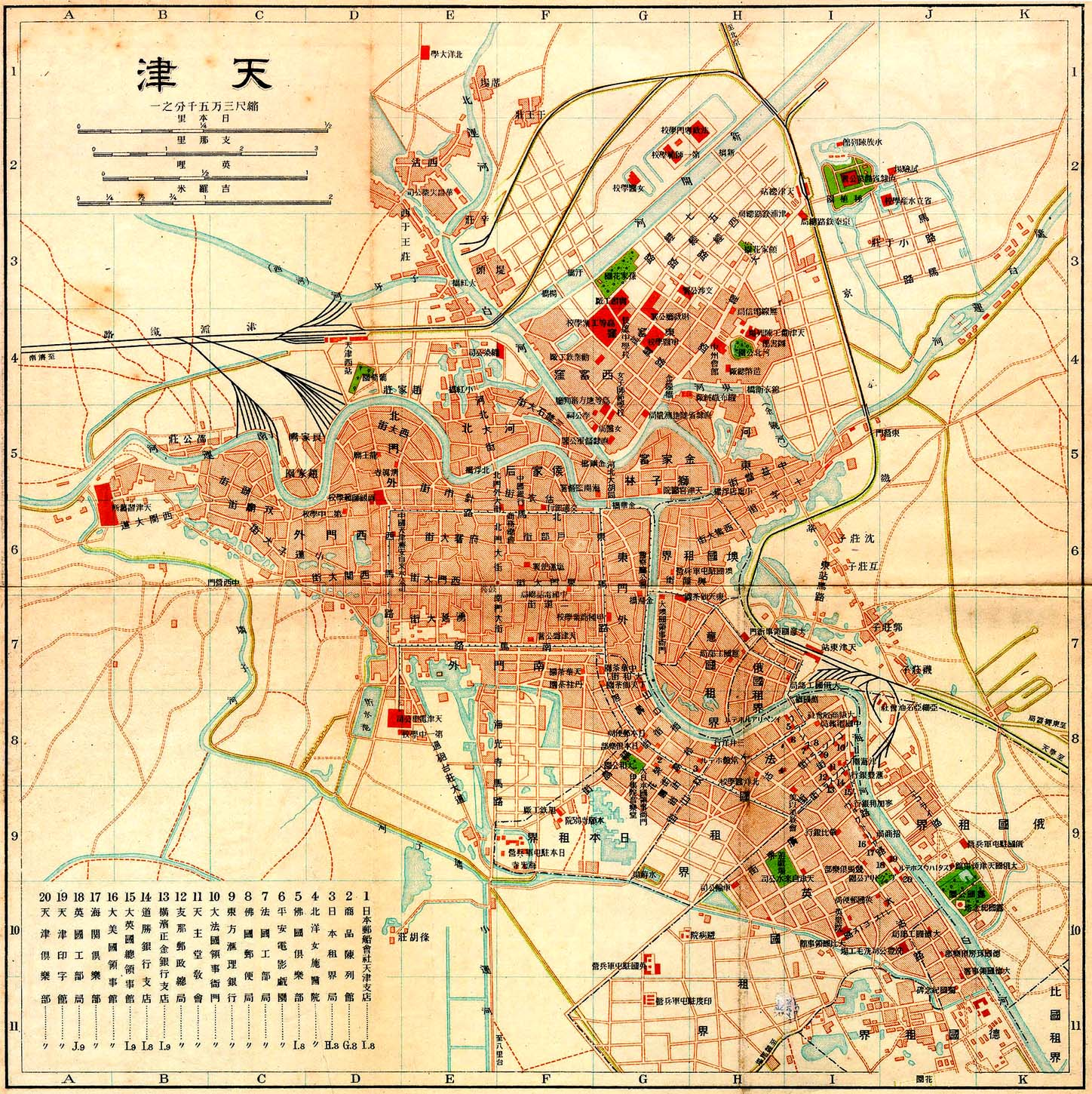
خريطة تيانجين عام 1913

### الانفتاح كميناء معاهدة
في عام 1856، استقل جنود صينيون السفينة السهم، وهي سفينة مملوكة للصين مسجلة في هونغ كونغ ترفع العلم البريطاني ويشتبه في قيامها بالقرصنة والتهريب والتورط في تجارة الأفيون. ألقوا القبض على 12 رجلاً وسجنوهم. رداً على ذلك، أرسل البريطانيون والفرنسيون زوارق حربية تحت قيادة الأدميرال السير مايكل سيمور للاستيلاء على حصون تاكو بالقرب من تيانجين في مايو 1858. في نهاية الجزء الأول من حرب الأفيون الثانية في يونيو من نفس العام، انتصر البريطانيون والفرنسيون، وتم التوقيع على معاهدة تينتسين، التي فتحت تيانجين (تيانجين) للتجارة الخارجية. تم التصديق على المعاهدات من قبل الإمبراطور شيان فنغ في عام 1860، وتم فتح تيانجين رسميًا أمام بريطانيا العظمى وفرنسا، وبالتالي على العالم الخارجي. بين عامي 1895 و1900 ، انضمت إلى بريطانيا وفرنسا كل من اليابان وألمانيا وروسيا، وحتى دول ليس لديها امتيازات صينية مثل النمسا-المجر وإيطاليا وبلجيكا، في إنشاء امتيازات قائمة بذاتها في تيانجين، ولكل منها سجونها ومدارسها. والثكنات والمستشفيات. تركت هذه الدول العديد من المذكرات المعمارية لحكمها، لا سيما الكنائس وآلاف الفيلات.

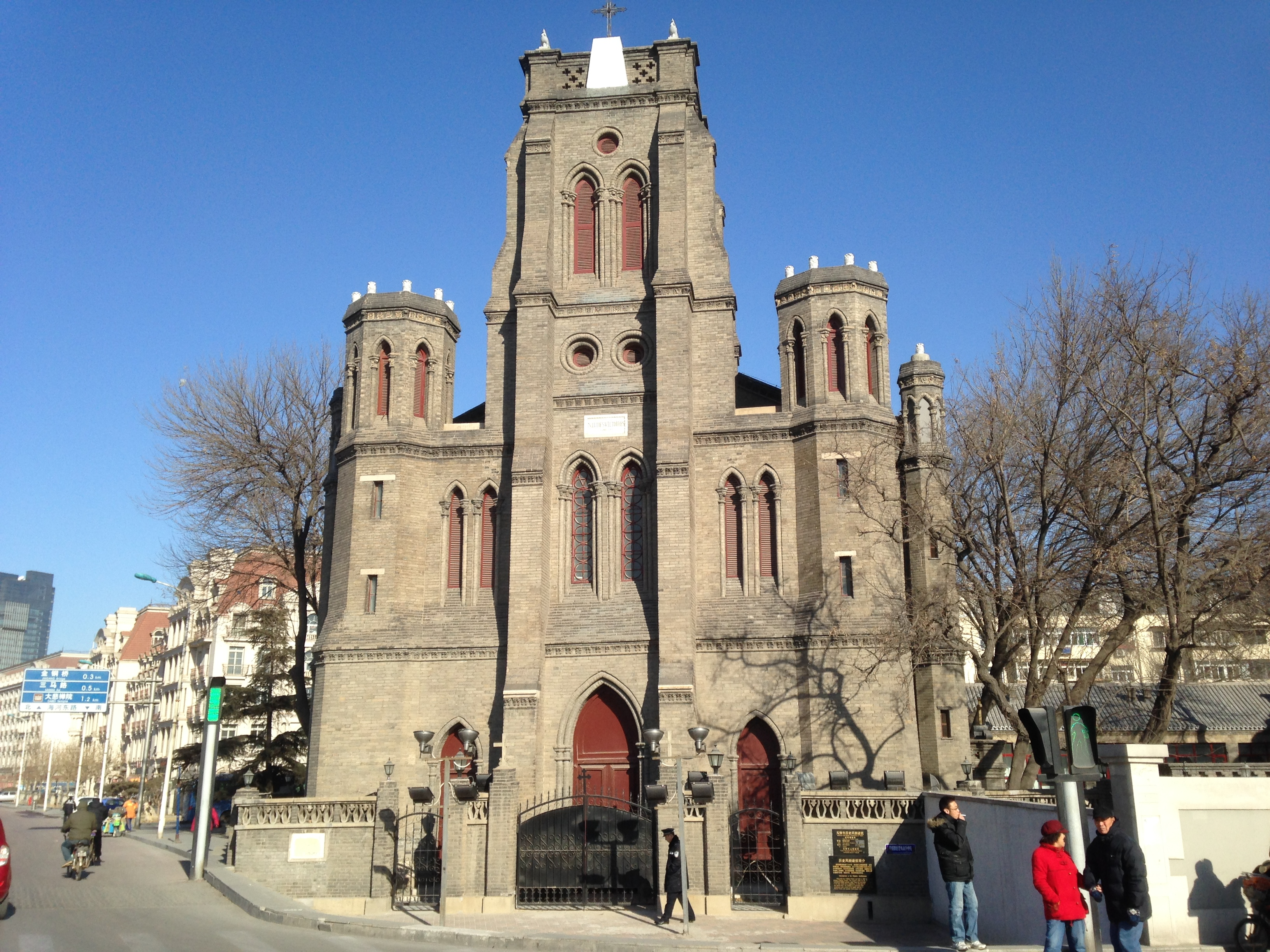
كانت كنيسة انتصارات السيدة العذراء، التي بُنيت عام 1869، موقع مذبحة كنيسة تيانجين.

لم يكن وجود النفوذ الأجنبي في تيانجين سلميًا دائمًا؛ واحدة من أخطر حوادث العنف حتى الآن كانت مذبحة كنيسة تيانجين. في يونيو 1870، اتُهم ملجأ الأيتام التابع لكنيسة وانجهيلو (انتصارات كنيسة السيدة العذراء) في تيانجين، والذي بناه المبشرون الرومان الكاثوليك الفرنسيون، بخطف الأطفال الصينيين وغسل أدمغتهم. في 21 يونيو، بدأ قاضي مقاطعة تيانجين مواجهة في الكنيسة تطورت إلى اشتباكات عنيفة بين مؤيدي الكنيسة المسيحيين وبعض سكان تيانجين غير المسيحيين. أحرق المتظاهرون الغاضبون في نهاية المطاف كنيسة وانغيلو والقنصلية الفرنسية المجاورة وقتلوا ثمانية عشر أجنبيًا من بينهم عشر راهبات فرنسيات والقنصل الفرنسي نفسه وتجار. اشتكت فرنسا وست دول غربية أخرى إلى حكومة تشينغ التي اضطرت لدفع تعويضات عن الحادث.
في عام 1885 أسس لي هونغ تشانغ أكاديمية تيانجين العسكرية لضباط الجيش الصيني مع مستشارين ألمان، كجزء من إصلاحاته العسكرية. تم دعم هذه الخطوة من قبل قائد جيش آنهوي تشو شنغ تشوان. :267كانت الأكاديمية لخدمة ضباط جيش آنهوي والجيش الأخضر القياسي. تم تدريس مختلف المواد العملية العسكرية والرياضية والعلمية في الأكاديمية. كان المدربون من الضباط الألمان. :267بدأ برنامج آخر في الأكاديمية لمدة خمس سنوات في عام 1887 لتدريب المراهقين كضباط جيش جدد. :268تم تدريس الرياضيات والمواد العملية والتقنية بما في ذلك العلوم واللغات الأجنبية والكلاسيكيات الصينية والتاريخ في المدرسة. تم إجراء الامتحانات للطلاب. تم نسخ التعليمات الخاصة بأكاديمية تيانجين العسكرية في مدرستي ويهايوي وشانهايجوان العسكريتين. :268قدم "صندوق الدفاع البحري" الميزانية لأكاديمية تيانجين العسكرية، والتي تم تقاسمها مع أكاديمية تيانجين البحرية. :268اعتمدت أكاديمية تيانجين العسكرية في عام 1886 كجزء من مناهجها " رومانسية الممالك الثلاث". وكان من بين خريجيها وانغ ينجكاي ودوان كيروي. من بين موظفيها كان يينتشانغ.

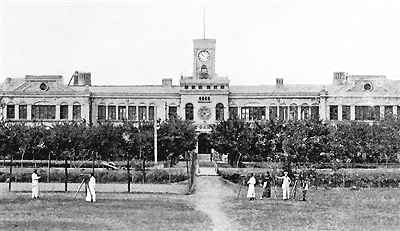
جامعة بييانغ، تأسست عام 1895

في يونيو 1900، تمكن الملاكمون من السيطرة على جزء كبير من تيانجين. في 26 يونيو، أوقف الملاكمون قوات الدفاع الأوروبية المتجهة نحو بكين في لانغ فانغ المجاورة، وتم هزيمتهم وأجبروا على العودة إلى تيانجين. الامتيازات الأجنبية كانت أيضا تحت الحصار لعدة أسابيع.

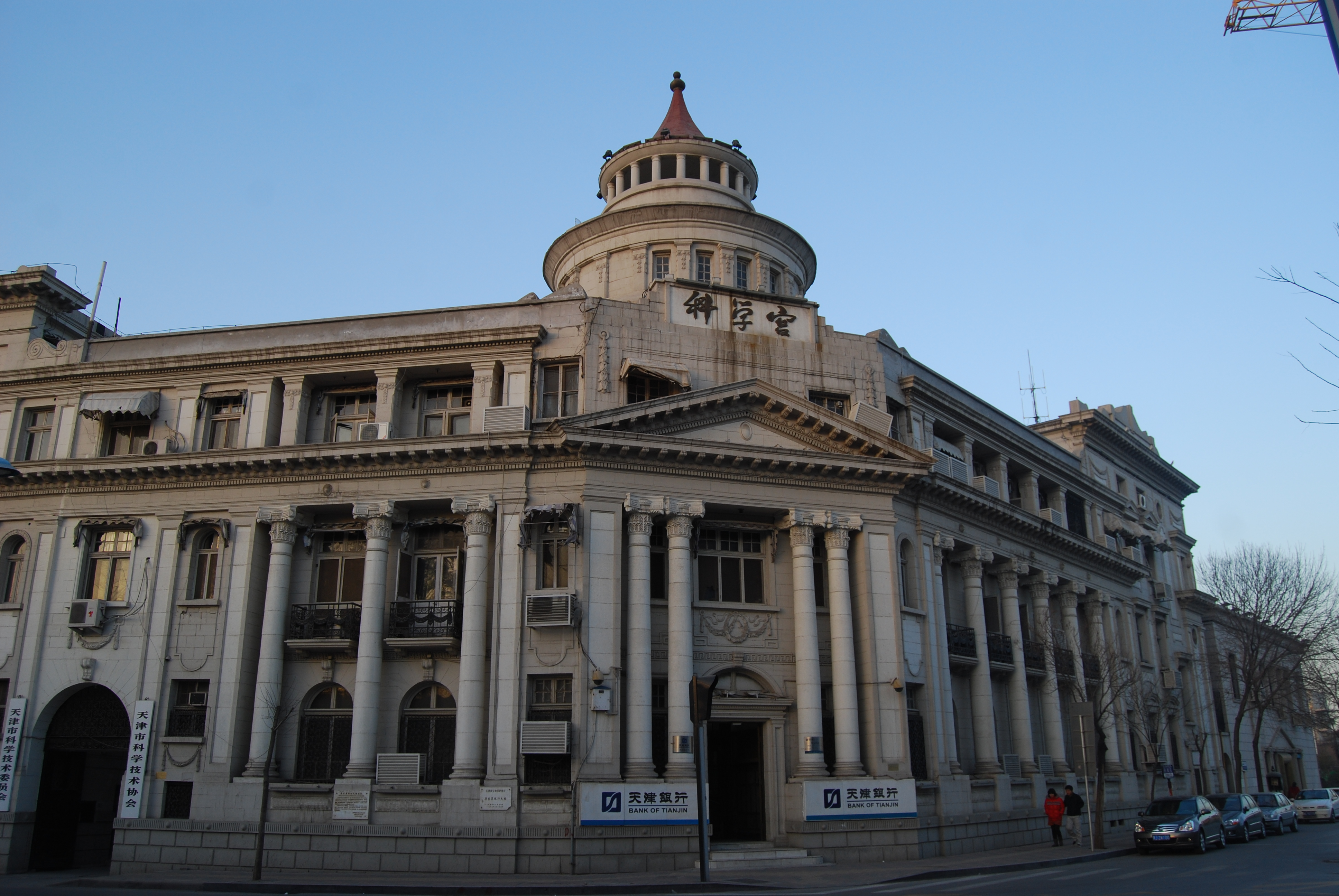
مبنى بنك تونغ لاي على طريق هيبنج، تم بناؤه عام 1930

في يوليو 1900، استعاد تحالف الدول الثماني السيطرة على مدينة تينتسين. سرعان ما أنشأ هذا التحالف حكومة تيانجين المؤقتة، المؤلفة من ممثلين عن كل من قوات الاحتلال (الروسية، البريطانية، اليابانية، الألمانية، الفرنسية، الأمريكية، النمساوية المجرية، والإيطالية). كان هذا المجلس يحكم المدينة حتى 15 أغسطس 1902 عندما عادت المدينة إلى سيطرة تشينغ. قاد الجنرال تشينغ البارز يوان شيكاي الجهود لتحويل تيانجين إلى مدينة حديثة، حيث أنشأ أول قوة شرطة صينية حديثة. في عام 1907، أشرف يوان على أول انتخابات ديمقراطية حديثة في الصين لمجلس المحافظة.

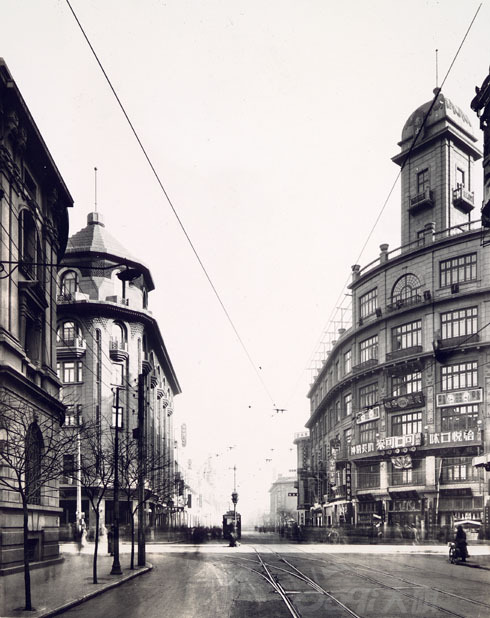
معبر رئيسي (شارع جينيرال فوش وشارع شايلارد) وسط مدينة تينتسين في الامتياز الفرنسي

سُمح للدول الغربية بتحصين المنطقة لضمان الوصول المفتوح إلى بكين. حافظ البريطانيون على لواء من كتيبتين في تيانجين، واحتفظ الإيطاليون، والفرنسيون، واليابانيون، والألمان، والروس، والنمساويون المجريون تحت أفواج القوة؛ الولايات المتحدة لم تشارك في البداية. خلال الحرب العالمية الأولى، تم القبض على الحاميات الألمانية والنمساوية المجرية واحتجازهم كأسرى حرب من قبل قوات الحلفاء بينما سحبت الحكومة البلشفية الحامية الروسية في عام 1918. في عام 1920، طلبت الدول المشاركة المتبقية من الولايات المتحدة الانضمام إليهم، ثم أرسلت الولايات المتحدة فوج المشاة الخامس عشر، أقل من كتيبة واحدة، إلى تيانجين من الفلبين.
بسبب التطور السريع للصناعة والتجارة والتمويل، تم تأسيس تنتسين كبلدية للصين في عام 1927. من عام 1930 إلى عام 1935، كانت تينتسين عاصمة مقاطعة هوبيه، وبعد ذلك أعيد تأسيسها كبلدية.
كان واجب الحامية يحظى بتقدير كبير من قبل القوات. الجنرال جورج سي مارشال، «مهندس النصر» في الحرب العالمية الثانية عندما كان رئيس أركان جيش الولايات المتحدة، خدم في تيانجين في عشرينيات القرن الماضي كضابط تنفيذي لقوة المشاة الخامسة عشرة . سحبت الولايات المتحدة هذه الوحدة في عام 1938 وتم الحفاظ على الوجود الأمريكي فقط من خلال إرسال وحدة صغيرة من مشاة البحرية الأمريكية من حرس السفارة في بكين.

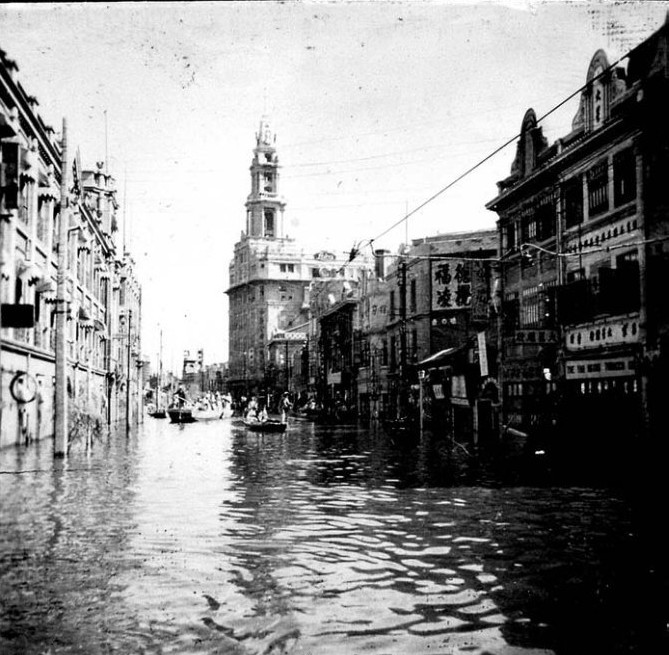
شارع اساهي (الآن طريق هيبنج) في تيانجين عام 1939

### الحرب الصينية اليابانية الثانية
في 30 يوليو 1937، سقطت تيانجين في يد اليابان، كجزء من الحرب الصينية اليابانية الثانية، لكنها لم تكن محتلة بالكامل، حيث احترم اليابانيون في الغالب الامتيازات الأجنبية حتى عام 1941، عندما تم احتلال الامتيازات الأمريكية والبريطانية. في صيف عام 1939، حدثت أزمة كبيرة في العلاقات الأنجلو يابانية مع حادثة تينتسين. في 14 يونيو 1939، حاصر الجيش الإمبراطوري الياباني الامتياز البريطاني وحاصره بسبب رفض السلطات البريطانية تسليم الصينيين الستة اليابانيين الذين اغتالوا متعاونًا يابانيًا بارزًا، ولجأوا إلى الامتياز البريطاني. لبعض الوقت، بدا أن أزمة عام 1939 من المحتمل أن تسبب حربًا أنجلو يابانية، خاصة عندما ظهرت تقارير عن سوء معاملة الجيش الياباني للرعايا البريطانيين الراغبين في المغادرة أو الدخول في الامتياز في الصحافة البريطانية. انتهت الأزمة عندما نصحت البحرية الملكية ووزارة الخارجية رئيس الوزراء البريطاني نيفيل تشامبرلين بأن الطريقة الوحيدة لإجبار اليابانيين على رفع الحصار هي إرسال أسطول المعركة البريطاني الرئيسي إلى مياه الشرق الأقصى، وذلك بالنظر إلى الوضع الحالي. أزمة في أوروبا أنه من غير المناسب إرسال الأسطول البريطاني من المياه الأوروبية، مما دفع البريطانيين لتسليم الصينيين الستة، الذين أعدمهم اليابانيون بعد ذلك. أثناء الاحتلال الياباني، كانت تيانجين تحكمها اللجنة التنفيذية لشمال الصين، وهي دولة دمية مقرها بكين.
في 9 أغسطس 1940، أُمرت جميع القوات البريطانية في تيانجين بالانسحاب. في 14 نوفمبر 1941، أُمرت الوحدة البحرية الأمريكية المتمركزة في تيانجين بالمغادرة، ولكن قبل أن يتم تحقيق ذلك، هاجم اليابانيون الولايات المتحدة. استسلمت مفرزة مشاة البحرية الأمريكية لليابانيين في 8 ديسمبر 1941. فقط الامتيازات الإيطالية والفرنسية كان المسؤولون الفرنسيون المحليون موالون لفيشي سمح لهم اليابانيون بالبقاء. عندما وقعت إيطاليا هدنة مع الحلفاء في سبتمبر 1943، استولت القوات اليابانية على الامتياز الإيطالي بعد معركة مع حامتها، وتنازلت عنها الجمهورية الاجتماعية الإيطالية رسميًا لدولة وانغ جينغوي العميلة التي تسيطر عليها اليابان. استمر الاحتلال الياباني للمدينة حتى 15 أغسطس 1945، مع استسلام اليابان إيذانا بنهاية الحرب العالمية الثانية.

### بعد الحرب العالمية الثانية

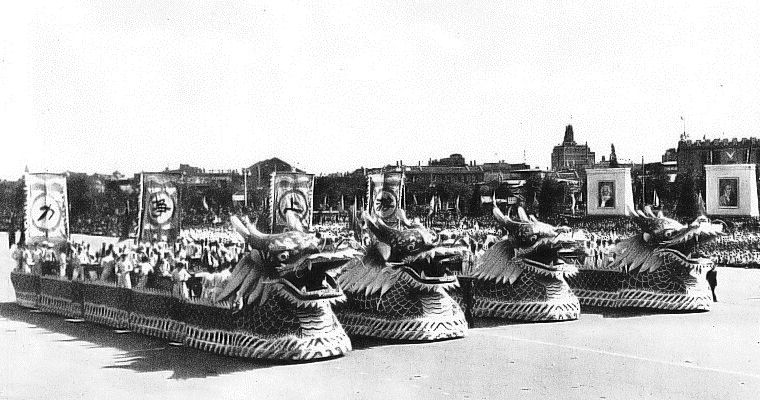
موكب الذكرى السنوية العاشرة لـ PRChina في تيانجين عام 1959

في حملة بينجين للحرب الأهلية الصينية، تم الاستيلاء على المدينة بعد 29 ساعة من القتال. استولى الحزب الشيوعي الصيني على تيانجين في 15 يناير 1949.
من عام 1949 إلى فبراير 1958، كانت تيانجين بلدية تخضع مباشرة لسيطرة الحكومة المركزية. في أكتوبر 1952، افتتح ميناء تيانجين أبوابه رسميًا، ووصلت أول عبارة يبلغ وزنها 10000 طن إلى رصيف ميناء نيوبورت. في فبراير 1958، بسبب «القفزة العظيمة للأمام» والأساس الصناعي الجيد لمدينة تيانجين، تم دمج تيانجين في مقاطعة خبي وتم نقل مقاطعة خبي إلى تيانجين لمدة ثماني سنوات. خلال هذه الفترة، وبتنسيق من مجلس الدولة، نفذت مدينة تيانجين سياسة منفصلة للتخطيط المركزي، والتي كانت مستقلة عن مقاطعة خبي. ومع ذلك، انتقل عدد كبير من المصانع والكليات في تيانجين إلى خبي، مما أثر سلبًا على التنمية الاقتصادية في تيانجين. في يناير 1967، بسبب «الاستعداد والاستعداد للكوارث»، والمخاوف من أن تيانجين ستصبح ساحة معركة، أعادت مقاطعة خبي عاصمة المقاطعة إلى باودينغ، وقررت اللجنة المركزية للحزب الشيوعي الصيني إعادة تيانجين إلى البلدية المركزية والبقاء كذلك. بعيدا. في أبريل 1970، في حال تقدمت الحكومة المركزية بطلب للحصول على تمويل لبناء مترو الأنفاق، قررت حكومة بلدية تيانجين جمع الأموال من تلقاء نفسها لإنشاء المشروع على أساس اسم القناة، وبنائها على أساس النهر القديم المسور.

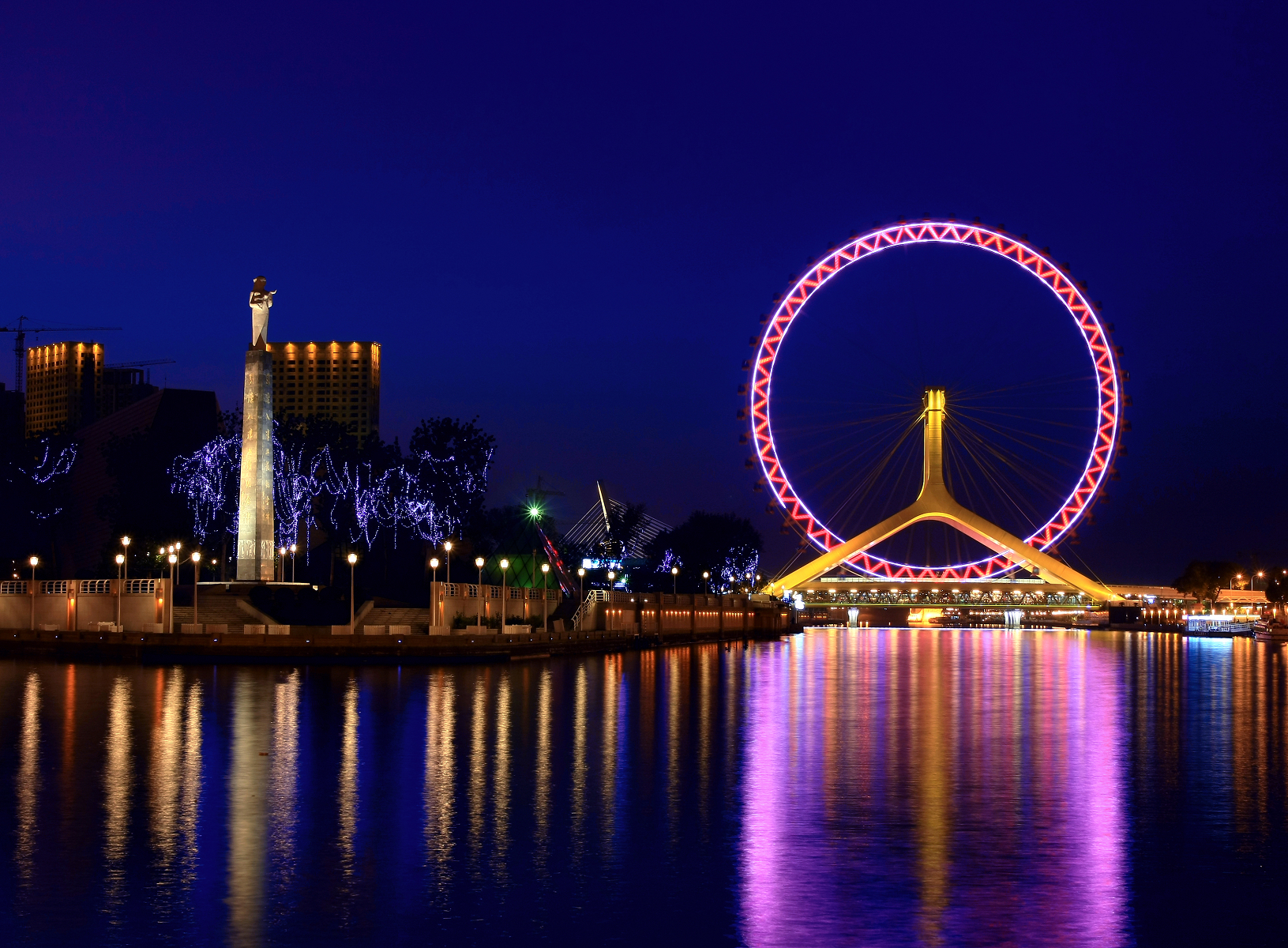
نصب الهندسة الهيدروليكية لين هي وعين تياجين

في 28 يوليو 1976، أثناء زلزال تانغشان بقوة 7.6 درجة، تأثرت تيانجين بموجات الصدمة وتكبدت خسائر فادحة في الأرواح. في المدينة توفي 24345 شخصًا وأصيب 21497 بجروح خطيرة. تم تدمير 60 ٪ من مباني المدينة وتضرر أكثر من 30 ٪ من الشركات وخزان ميناء بكين وخزان يوتشياو بشكل خطير. ما يقرب من 700000 شخص تركوا بلا مأوى. في العاشر من أكتوبر من نفس العام، تم افتتاح قطار الأنفاق في تيانجين أمام حركة المرور. في عام 1981، تم بناء خزان مييون على الروافد العليا لنهر هاي ويستخدم لتزويد بكين بالمياه، لكن الخزان منع النهر من إمداد تيانجين بالمياه، مما أدى إلى صعوبة في استخدام المياه في تيانجين. في نفس العام، قرر مجلس الدولة لجمهورية الصين الشعبية بدء مشروع لحل مشكلة استخدام المياه في تيانجين وجذب الأفراد الموهوبين إلى المراكز الأكاديمية بالمدينة.

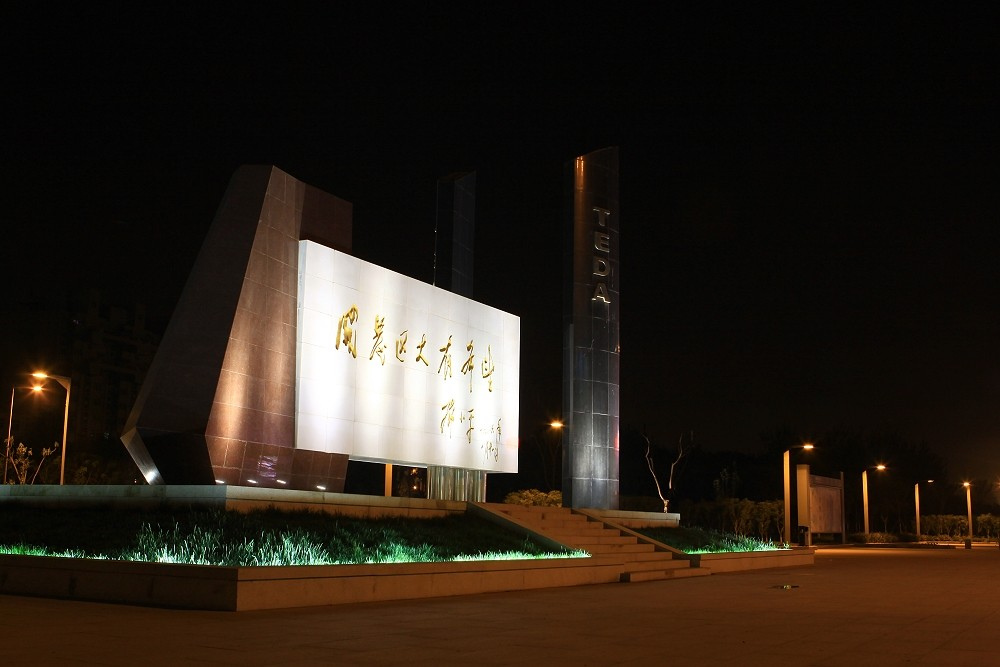
نصب تيدا

في عام 1984، خلال بداية الإصلاحات الاقتصادية للحكومة الصينية، تم إدراج تيانجين كواحدة من 14 مدينة ساحلية مفتوحة من قبل مجلس الدولة وبدأ اقتصاد منطقة تنمية تيانجين في التطور بسرعة، ومع ذلك، فإن سرعة التنمية الإجمالية لتيانجين هي لا يزال أبطأ من المناطق الاقتصادية الخاصة والمناطق الساحلية الأخرى في جنوب شرق البلاد. في عام 1994، بدأت تيانجين تحولها الصناعي الاستراتيجي نحو الشرق وطوّرت منطقة بينهاي الجديدة مع ميناء تيانجين كقلب رئيسي. في أكتوبر 2005، انعقدت الجلسة الكاملة الخامسة للجنة المركزية السادسة عشرة للحزب الشيوعي الصيني . وقرر الاجتماع دمج تطوير وانفتاح منطقة بينهاى الجديدة في «الخطة الخمسية الحادية عشرة» واستراتيجية التنمية الوطنية. في مارس 2006، وضع الاجتماع التنفيذي لمجلس الدولة تيانجين على أنها «مدينة ساحلية دولية، ومركز اقتصادي شمالي، و» مدينة بيئية «. منذ ذلك الحين، انتهى الخلاف بين المركز الاقتصادي بين بكين وتيانجين على المستوى السياسي. في مايو 2006، وافق مجلس الدولة على منطقة بينهاى الجديدة كمنطقة نموذجية وطنية متكاملة للإصلاح. في يونيو من نفس العام، تم الإعلان عن» آراء مجلس الدولة بشأن تعزيز التنمية وفتح منطقة تيانجين بينهاى الجديدة«ونصها بوضوح:» في المؤسسات المالية، والخدمات المالية، والأسواق المالية، وتمويل الإصلاحات الرئيسية مثل الانفتاح يمكن، من حيث المبدأ، أن يسبق منطقة تيانجين بينهاى الجديدة.
في أغسطس 2008، تم افتتاح أول خط سكة حديد فائق السرعة في الصين، سكة حديد بكين - تيانجين بين المدن، بسرعة 350 كيلومترًا في الساعة. في أغسطس 2008 كانت تيانجين هي المدينة المضيفة للألعاب الأولمبية التاسعة والعشرين. في سبتمبر 2008، بدأ الاجتماع السنوي للأبطال الجدد للمنتدى الاقتصادي العالمي (يسمى أيضًا صيف دافوس) في تيانجين ويعقد كل عامين. في أكتوبر 2010، انعقد مؤتمر الأمم المتحدة لتغير المناخ في تيانجين. في عام 2012، تم الانتهاء من خطوط مترو تيانجين 2 و3 و9 وفتحها أمام حركة المرور، وتم ربط شبكة قطار Tianjin بالسكك الحديدية رسميًا.
في أكتوبر 2013، استضافت تيانجين دورة ألعاب شرق آسيا، وهي المرة الأولى التي تستضيف فيها تيانجين حدثًا دوليًا شاملاً. في عام 2014، تم دمج التطوير المنسق لبكين وتيانجين وخبي رسميًا في الإستراتيجية الوطنية. تم تصنيف تيانجين على أنها «قاعدة بحث وتطوير التصنيع الوطنية المتقدمة، المنطقة الأساسية للشحن الدولي الشمالي، منطقة عرض عملية الابتكار المالي، والمنطقة السابقة للإصلاح والانفتاح». في نفس العام، تم الانتهاء من المرحلة الأولى من مشروع نقل المياه من الجنوب إلى الشمال، وتحسن توافر المياه في تيانجين. في 26 فبراير 2015، تم إنشاء منطقة تيانجين الوطنية المستقلة لعرض الابتكار رسميًا. في 21 أبريل، تم إنشاء المنطقة التجريبية للتجارة الحرة الصينية (تيانجين) رسميًا. في 27 أبريل، افتتح بنك جينتشنج، وهو أول بنك خاص في شمال الصين.

#### 2015 انفجار تيانجين
في 12 أغسطس 2015، وقع حريق وانفجار كبير في مستودع كيماويات في ميناء تيانجين، مما تسبب في مقتل 173 شخصًا ومئات الإصابات وخسائر في الممتلكات. وقع الانفجاران الأولان في غضون 30 ثانية من بعضهما البعض في المنشأة، التي تقع في منطقة بينهاى الجديدة في تيانجين، الصين. كان الانفجار الثاني أكبر بكثير وشمل تفجير حوالي 800 طن من نترات الأمونيوم (حوالي 256 طنًا من مادة تي إن تي). استمرت الحرائق الناجمة عن الانفجارات الأولية في الاشتعال خارج نطاق السيطرة طوال عطلة نهاية الأسبوع، مما أدى إلى ثمانية انفجارات إضافية في 15 أغسطس. ودمرت مباني سبع شركات لوجستية مجاورة. قدرت تكلفة الأعمال الناجمة عن الانفجار بنحو 9 مليارات دولار، مما يجعلها ثالث أغلى اضطراب في سلسلة التوريد في عام 2015.

## جغرافيا

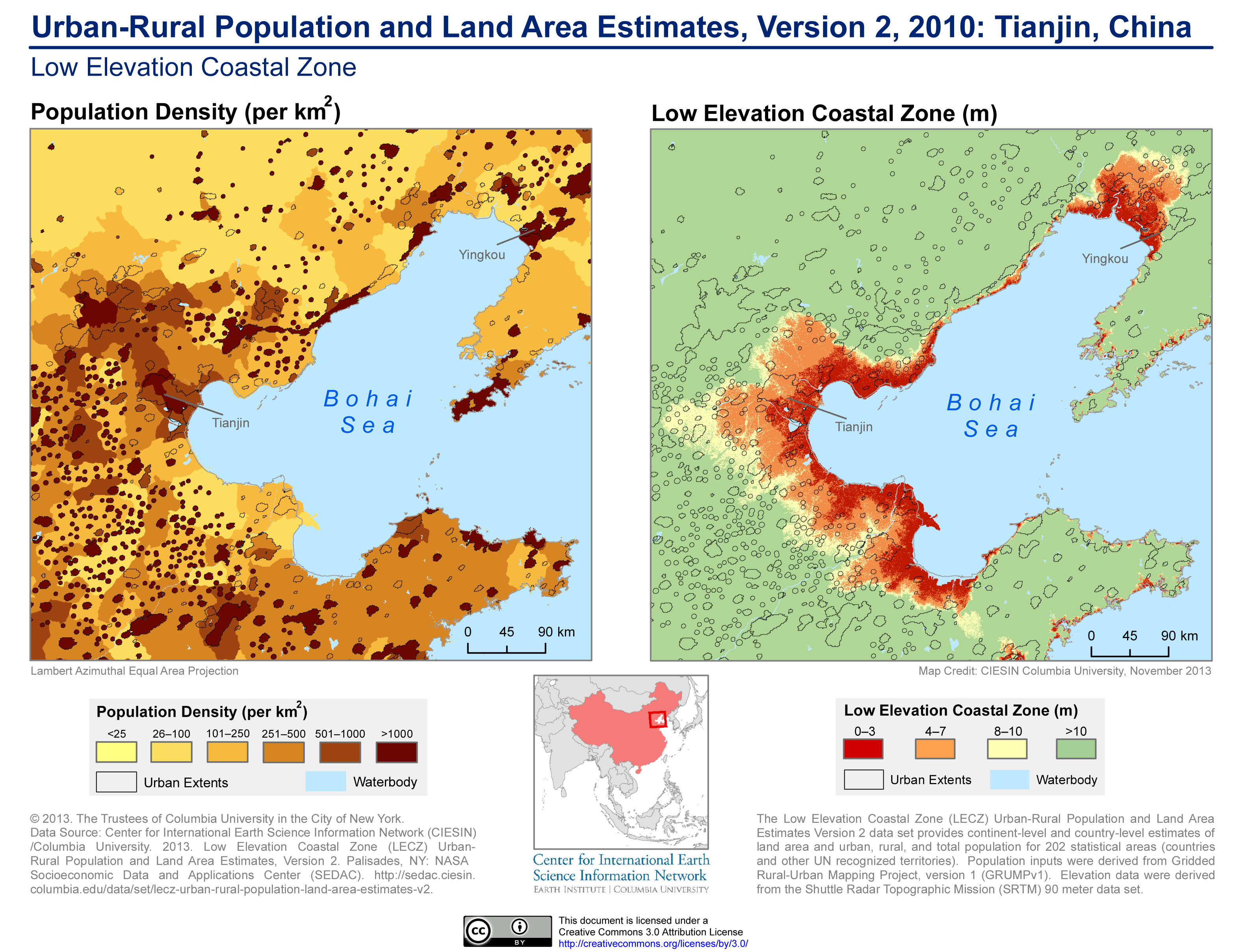
الكثافة السكانية والمناطق الساحلية المنخفضة الارتفاع في منطقة تيانجين. تيانجين معرضة بشكل خاص لارتفاع مستوى سطح البحر.

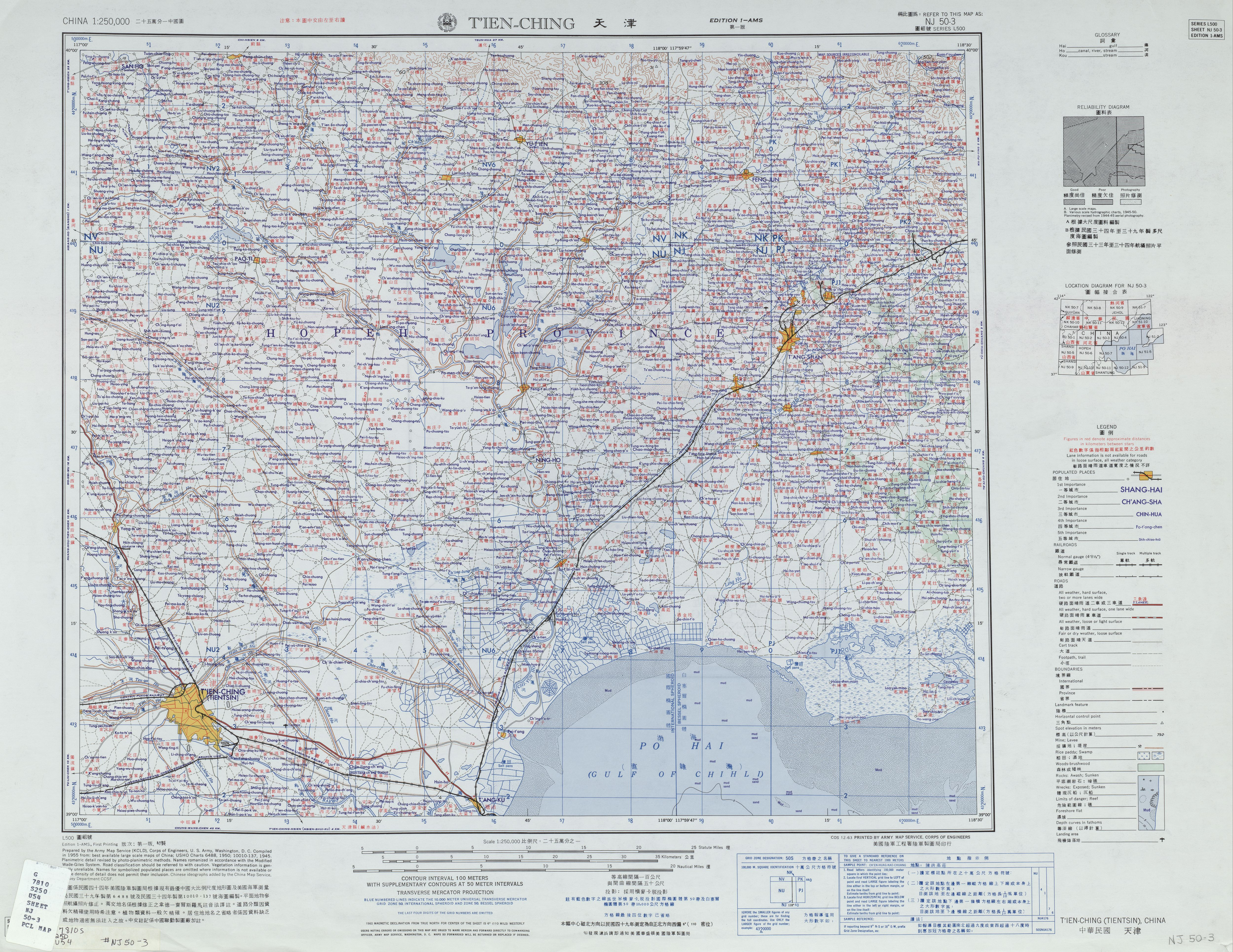
تيانجين (1955)

خريطة حوض نهر هاي

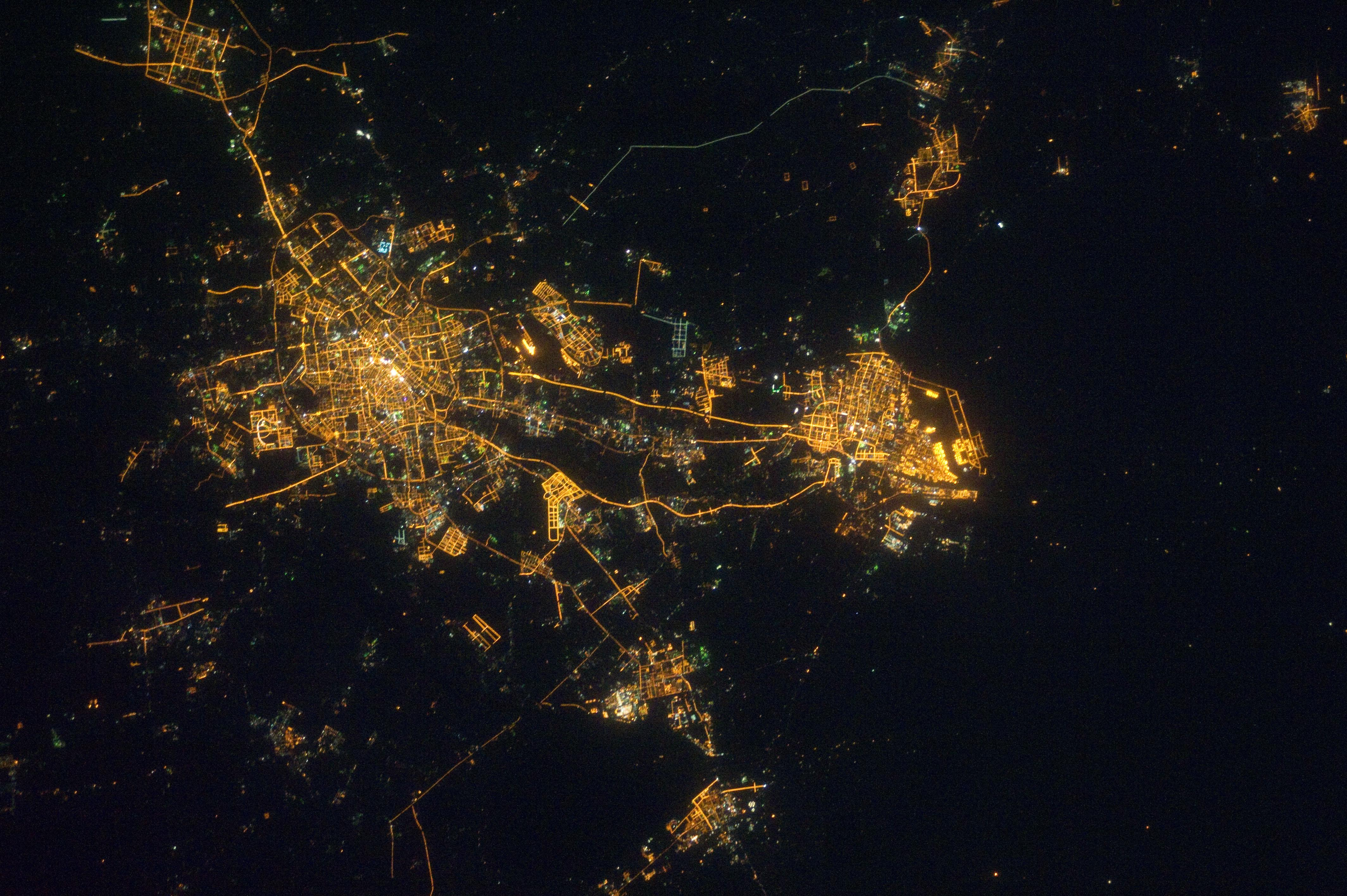
2011 صورة الأقمار الصناعية لتيانجين. كان وسط المدينة على اليسار، بينما كانت المنطقة الحضرية الأصغر على اليمين هي منطقة بينهاى الجديدة.

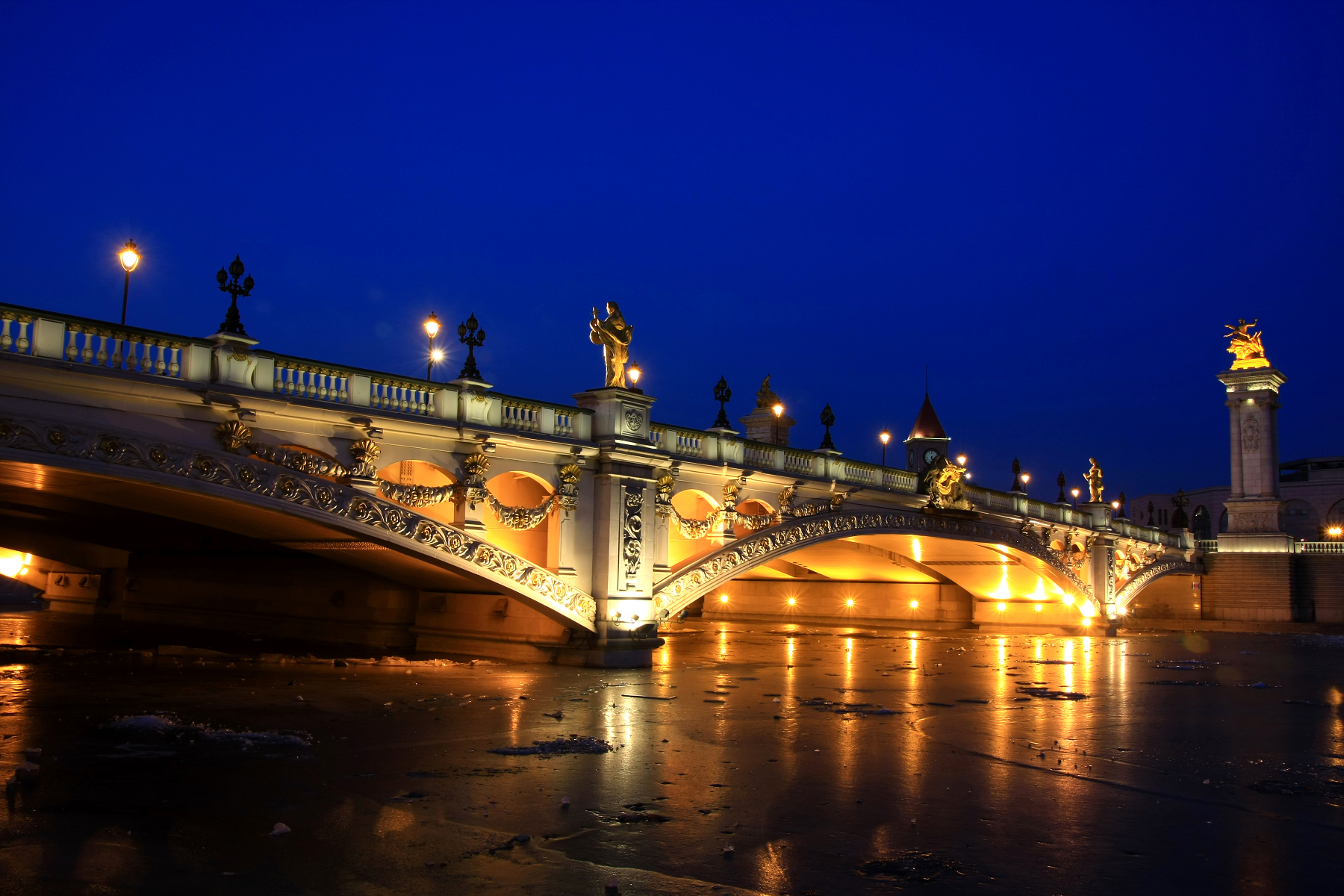
نهر هاي في عام 2011

تقع تيانجين على طول الساحل الغربي لخليج بوهاي، وتطل على مقاطعات شاندونغ ولياونينغ عبر تلك المياه، وتحدها بكين على 120 كيلومتر (75 ميل) إلى الشمال الغربي، وتحيط بها خبي من جميع الجهات ، باستثناء حدودها الشرقية، بحر بوهاي. مع خط عرض يتراوح من 38 درجة 34 'إلى 40 درجة 15' شمالاً ، وخط طول يتراوح من 116 درجة 43 'إلى 118 درجة 04' شرقاً ، تبلغ المساحة الإجمالية 11,860.63 كيلومتر مربع (4,579.41 ميل2) . يوجد 153 كيلومتر (95 ميل) من الساحل و 1,137.48 كيلومتر (706.80 ميل) من الحدود البرية. تقع في الطرف الشمالي من القناة الكبرى للصين، التي تتصل بالنهر الأصفر ونهر اليانغتسي. البلدية بشكل عام مسطحة ومستنقعية بالقرب من الساحل ، ولكنها جبلية في أقصى الشمال، حيث تتسلل جبال يان إلى شمال تيانجين. تحدث مسطحات المد والجزر الواسعة في السهل الساحلي المجاور للمدينة.
يتشكل نهر هاي داخل بلدية تيانجين عند التقاء نهر ضياء، نهر داتشينغ، ونهر يونغدينغ، والقناة الكبرى الشمالية، والقناة الجنوبية الكبرى، ويدخل المحيط الهادئ داخل البلدية، وكذلك في منطقة تانغو. تشمل الخزانات الرئيسية خزان بيداغانغ في أقصى الجنوب (في منطقة داغانغ) وخزان يوتشياو في أقصى الشمال في مقاطعة جي .

### مناخ
تيانجين لديها مناخ شبه جاف (كوبن بسك على حدود دوا). تتميز بمناخ متأثر بالرياح الموسمية يمتد لأربعة مواسم ، وهو نموذجي لشرق آسيا ، مع فصول شتاء باردة وعاصفة وجافة جدًا تعكس تأثير إعصار سيبيريا الواسع ، وصيف حار ورطب بسبب الرياح الموسمية. يكون الربيع في المدينة جافًا وعاصفًا ، وتشهد أحيانًا عواصف رملية تهب من صحراء جوبي، ويمكن أن تستمر لعدة أيام. يتراوح متوسط درجة الحرارة الشهرية على مدار 24 ساعة بين −3.4 °م (25.9 °ف) في يناير إلى 26.8 °م (80.2 °ف) في يوليو ، بمتوسط سنوي قدره 12.9 °م (55.2 °ف) . مع نسبة سطوع الشمس المحتملة الشهرية التي تتراوح من 48٪ في يوليو إلى 61٪ في أكتوبر ، تتلقى المدينة 2522 ساعة من أشعة الشمس الساطعة سنويًا. يبلغ معدل هطول الأمطار السنوي المنخفض 511 مليمتر (20.1 بوصة) ، وحدث ما يقرب من ثلاثة أخماسها في شهري يوليو وأغسطس وحدهما ، وتقع المدينة داخل المنطقة شبه القاحلة، حيث تكون أجزاء من البلدية قارية رطبة (كوبن بسك / دوا ، على التوالي).

تراوحت درجات الحرارة القصوى بين −22.9 °م (−9 °ف) إلى 40.5 °م (105 °ف).
| البيانات المناخية لـTianjin (1981–2010 normals) | البيانات المناخية لـTianjin (1981–2010 normals) | البيانات المناخية لـTianjin (1981–2010 normals) | البيانات المناخية لـTianjin (1981–2010 normals) | البيانات المناخية لـTianjin (1981–2010 normals) | البيانات المناخية لـTianjin (1981–2010 normals) | البيانات المناخية لـTianjin (1981–2010 normals) | البيانات المناخية لـTianjin (1981–2010 normals) | البيانات المناخية لـTianjin (1981–2010 normals) | البيانات المناخية لـTianjin (1981–2010 normals) | البيانات المناخية لـTianjin (1981–2010 normals) | البيانات المناخية لـTianjin (1981–2010 normals) | البيانات المناخية لـTianjin (1981–2010 normals) | البيانات المناخية لـTianjin (1981–2010 normals) |
| الشهر                                           | يناير                                           | فبراير                                          | مارس                                            | أبريل                                           | مايو                                            | يونيو                                           | يوليو                                           | أغسطس                                           | سبتمبر                                          | أكتوبر                                          | نوفمبر                                          | ديسمبر                                          | المعدل السنوي                                   |
| ----------------------------------------------- | ----------------------------------------------- | ----------------------------------------------- | ----------------------------------------------- | ----------------------------------------------- | ----------------------------------------------- | ----------------------------------------------- | ----------------------------------------------- | ----------------------------------------------- | ----------------------------------------------- | ----------------------------------------------- | ----------------------------------------------- | ----------------------------------------------- | ----------------------------------------------- |
| الدرجة القصوى °م (°ف)                           | 14.3 (57.7)                                     | 20.8 (69.4)                                     | 30.5 (86.9)                                     | 33.1 (91.6)                                     | 40.5 (104.9)                                    | 40.1 (104.2)                                    | 40.5 (104.9)                                    | 37.4 (99.3)                                     | 34.9 (94.8)                                     | 30.8 (87.4)                                     | 23.1 (73.6)                                     | 14.4 (57.9)                                     | 40.5 (104.9)                                    |
| متوسط درجة الحرارة الكبرى °م (°ف)               | 2.0 (35.6)                                      | 5.7 (42.3)                                      | 12.2 (54.0)                                     | 20.9 (69.6)                                     | 26.5 (79.7)                                     | 30.3 (86.5)                                     | 31.3 (88.3)                                     | 30.5 (86.9)                                     | 26.6 (79.9)                                     | 19.9 (67.8)                                     | 10.6 (51.1)                                     | 3.8 (38.8)                                      | 18.4 (65.0)                                     |
| المتوسط اليومي °م (°ف)                          | −3.4 (25.9)                                     | −0.1 (31.8)                                     | 6.4 (43.5)                                      | 14.7 (58.5)                                     | 20.5 (68.9)                                     | 24.8 (76.6)                                     | 26.8 (80.2)                                     | 25.9 (78.6)                                     | 21.1 (70.0)                                     | 14.1 (57.4)                                     | 5.2 (41.4)                                      | −1.2 (29.8)                                     | 12.9 (55.2)                                     |
| متوسط درجة الحرارة الصغرى °م (°ف)               | −7.4 (18.7)                                     | −4.4 (24.1)                                     | 1.7 (35.1)                                      | 9.3 (48.7)                                      | 15.1 (59.2)                                     | 20.0 (68.0)                                     | 22.9 (73.2)                                     | 22.2 (72.0)                                     | 16.7 (62.1)                                     | 9.4 (48.9)                                      | 1.1 (34.0)                                      | −5.0 (23.0)                                     | 8.5 (47.3)                                      |
| أدنى درجة حرارة °م (°ف)                         | −18.1 (−0.6)                                    | −22.9 (−9.2)                                    | −17.7 (0.1)                                     | −2.8 (27.0)                                     | 4.5 (40.1)                                      | 10.1 (50.2)                                     | 16.2 (61.2)                                     | 13.7 (56.7)                                     | 6.2 (43.2)                                      | −2.2 (28.0)                                     | −11.4 (11.5)                                    | −16.2 (2.8)                                     | −22.9 (−9.2)                                    |
| الهطول مم (إنش)                                 | 2.5 (0.10)                                      | 3.6 (0.14)                                      | 8.1 (0.32)                                      | 22.1 (0.87)                                     | 36.8 (1.45)                                     | 79.7 (3.14)                                     | 149.8 (5.90)                                    | 124.1 (4.89)                                    | 44.7 (1.76)                                     | 26.5 (1.04)                                     | 10.8 (0.43)                                     | 2.8 (0.11)                                      | 511.5 (20.15)                                   |
| متوسط أيام هطول الأمطار (≥ 0.1 mm)              | 1.6                                             | 2.0                                             | 3.1                                             | 4.5                                             | 5.9                                             | 7.8                                             | 11.1                                            | 9.4                                             | 6.0                                             | 4.7                                             | 2.9                                             | 2.0                                             | 61                                              |
| متوسط الرطوبة النسبية (%)                       | 57                                              | 54                                              | 51                                              | 50                                              | 55                                              | 64                                              | 75                                              | 76                                              | 69                                              | 64                                              | 61                                              | 59                                              | 61                                              |
| ساعات سطوع الشمس الشهرية                        | 170.1                                           | 170.2                                           | 202.4                                           | 223.8                                           | 249.0                                           | 226.9                                           | 206.4                                           | 204.4                                           | 205.3                                           | 196.1                                           | 163.0                                           | 157.6                                           | 2٬375٫2                                         |
| نسبة وصول أشعة الشمس                            | 59                                              | 59                                              | 56                                              | 58                                              | 60                                              | 57                                              | 48                                              | 53                                              | 60                                              | 61                                              | 57                                              | 57                                              | 57                                              |
| المصدر: إدارة الأرصاد الجوية الصينية            |                                                 |                                                 |                                                 |                                                 |                                                 |                                                 |                                                 |                                                 |                                                 |                                                 |                                                 |                                                 |                                                 |

### تدابير لتحسين جودة الهواء
في مايو 2014، سنت إدارة المدينة قوانين جديدة في محاولة لخفض مستويات التلوث في المدينة. تضمنت هذه الإجراءات عدة قيود على أيام التلوث الشديد؛ خفض عدد المركبات المسموح بها على الطرق إلى النصف، ووقف نشاط البناء والتصنيع، وإغلاق المدارس، ووقف الأنشطة الخارجية واسعة النطاق.
كما تم إيقاف الرحلات الجوية وإغلاق الطرق السريعة.

أدلى الرياضيون المحترفون المولودون في الخارج بتصريحات تتعلق بجودة الهواء في تيانجين، مشيرين إليها على أنها عائق أمام النشاط الرياضي وسميكة بما يكفي «للتذوق».

## التقسيمات الإدارية
تيانجين مقسمة إلى 16 قسما على مستوى المحافظة، وجميعها مناطق.
| Heping Hexi Hebei Nankai Hedong Hongqiao Jizhou Baodi Ninghe Binhai Dongli Jinnan Xiqing Beichen Wuqing جينغهاي |          |                     |                    |                         |                              |               |           |           |           |                 |                   |           |           |
| كود التقسيم | المدينة  | المساحة بالكيلومتر2 | اجمالي السكان 2010 | منطقة حضرية السكان 2010 | المركز                       | الرمز البريدي | التقسيمات | التقسيمات | التقسيمات | التقسيمات       | التقسيمات         | التقسيمات | التقسيمات |
| كود التقسيم | المدينة  | المساحة بالكيلومتر2 | اجمالي السكان 2010 | منطقة حضرية السكان 2010 | المركز                       | الرمز البريدي | النواحي   | المدن     | البلدات   | البلدات العرقية | المجتمعات السكنية | القرى     |           |
| 120000 | تيانجين  | 11,760.00           | 12,938,693         | 10,277,893              | هكسي                         | 300000        | 112       | 118       | 10        | 1               | 1723              | 3762      |           |
| 120101 | هيبنج    | 9.97                | 273,477            | 273,477                 | ناحية اوبيلو                 | 300041        | 6         |           |           |                 | 63                |           |           |
| 120102 | هيدونج   | 15.06               | 860,852            | 860,852                 | Dawangzhuang Subdistrict     | 300171        | 13        |           |           |                 | 158               |           |           |
| 120103 | هكسي     | 41.24               | 870,632            | 870,632                 | ناحية داينجمين               | 300202        | 13        |           |           |                 | 171               |           |           |
| 120104 | نانكاى   | 40.64               | 1,018,196          | 1,018,196               | منطقة تشانغهونغ الفرعية      | 300110        | 12        |           |           |                 | 180               |           |           |
| 120105 | خبي      | 29.14               | 788,451            | 788,451                 | ناحية وانجيلو                | 300143        | 10        |           |           |                 | 109               |           |           |
| 120106 | هونغكياو | 21.30               | 531,526            | 531,526                 | منطقة Xiyuzhuang             | 300131        | 10        |           |           |                 | 196               |           |           |
| 120110 | دونغ     | 460.00              | 598,966            | 591,040                 | منطقة Zhangguizhuang الفرعية | 300300        | 9         |           |           |                 | 90                | 102       |           |
| 120111 | تشينغ    | 545.00              | 713,060            | 524,894                 | بلدة Yangliuqing             | 300380        | 2         | 7         |           |                 | 106               | 151       |           |
| 120112 | جينان    | 401.00              | 593,063            | 590,072                 | مدينة Xianshuigu             | 300350        |           | 8         |           |                 | 68                | 165       |           |
| 120113 | بيشين    | 478.00              | 669,121            | 575,103                 | منطقة Guoyuanxincun الفرعية  | 300400        | 5         | 9         |           |                 | 115               | 126       |           |

|  |  |  |  |  |  |  |  |  |  |  |  |  |  |  |

| بلدية تيانجين        | 天津市   | Tiānjīn Sh   |
| منطقة خبينج          | 和平区   | Hépíng Q     |
| منطقة هيدونغ         | 河东区   | Hédōng Q     |
| منطقة هيكسي          | 河西区   | هيكسو Qū     |
| منطقة نانكاى         | 南开区   | Nánkāi Q     |
| مقاطعة خبي           | 河北区   | Héběi Q      |
| منطقة هونغكياو       | 红桥区   | Hōngqiáo Qū  |
| منطقة دونجلي         | 东丽区   | Dōnglì Qū    |
| منطقة Xiqing         | 西青区   | Xīqīng Q     |
| حي جنان              | 津南区   | Jīnnán Q     |
| منطقة بيتشين         | 北辰区   | Běichén Qū   |
| منطقة Wuqing         | 武清区   | Wǔqīng Qū    |
| منطقة باودي          | 宝坻区   | بودي Qū      |
| منطقة بينهاى الجديدة | 滨海新区 | Bīnhǎi Xīnqū |
| منطقة نينجه          | 宁河区   | Nínghé Q     |
| منطقة جينغهاي        | 静海区   | Jìnghǎi Q    |
| منطقة Jizhou         | 蓟州区   | Jìzhōu Qū    |

بالإضافة إلى ذلك، فإن منطقة التنمية الاقتصادية والتكنولوجية في تيانجين ليست مستوى رسميًا للإدارة، ولكنها مع ذلك تتمتع بحقوق مماثلة للمقاطعة العادية. في نهاية عام 2017، بلغ إجمالي عدد سكان تيانجين 15.57 مليون.

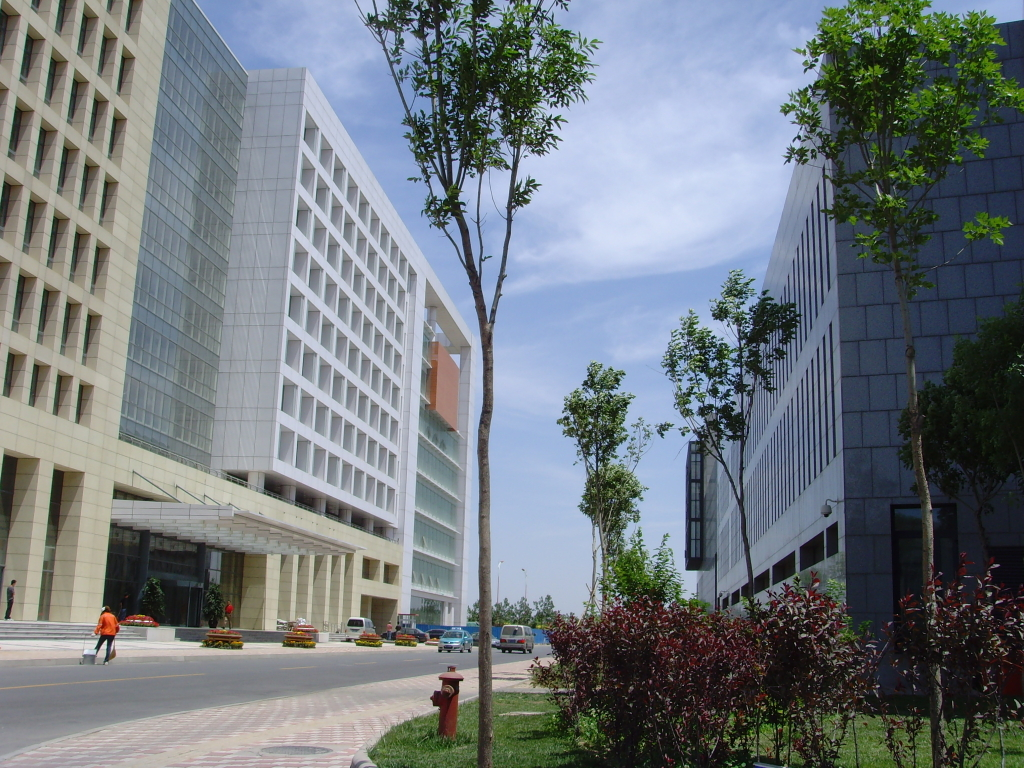
حديقة المطار الصناعية، منطقة دونجلي

يتم تقسيم هذه المناطق والمحافظات بشكل إضافي، اعتبارًا من 31 ديسمبر 2004، إلى 240 قسمًا على مستوى البلدة، بما في ذلك 120 مدينة و18 بلدة وبلدتين عرقيتين و100 منطقة فرعية.

## سياسة
يتم تنظيم سياسة تيانجين في نظام حكومي وحزبي مزدوج مثل جميع المؤسسات الحاكمة الأخرى في الصين القارية.
عمدة تيانجين هو المسؤول الأعلى رتبة في حكومة تيانجين الشعبية. نظرًا لأن تيانجين بلدية، يُطلق على سكرتير اللجنة البلدية للحزب الشيوعي الصيني بالعامية «رئيس حزب تيانجين الحزب الشيوعي الصيني».

## اقتصاد

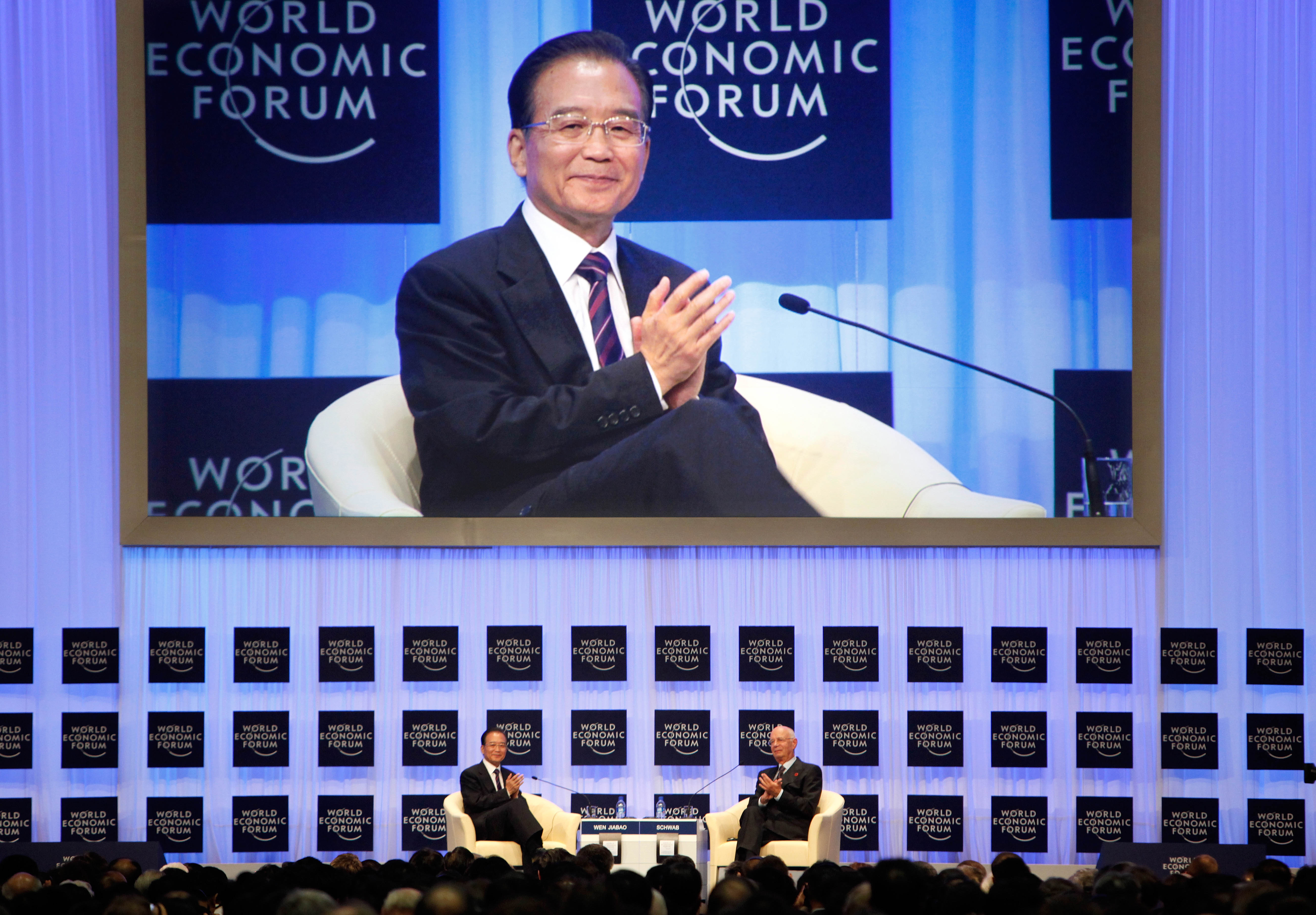
ثم - رئيس مجلس الدولة ون جياباو، وهو نفسه من مواطني تيانجين، وكلاوس شواب في الاجتماع السنوي للأبطال الجدد للمنتدى الاقتصادي العالمي في تيانجين ، 2010

بلغ إجمالي الناتج المحلي في تيانجين 1.572 تريليون يوان في عام 2014، بزيادة قدرها 10.0بالمئة عن عام 2013. سجلت مدينة تيانجين أعلى نصيب للفرد من الناتج المحلي الإجمالي في الصين بمبلغ 17126 دولارًا، تليها بكين بمبلغ 16278 دولارًا وشنغهاي بمبلغ 15847 دولارًا.
| ناطحات سحاب في تيانجين        | أمتار  | قدم      |
| ----------------------------- | ------ | -------- |
| 117                           | 597.0  | 1,958.66 |
| برج مدينة تيانجين الحديثة     | 338.0  | 1108.92  |
| مركز تيانجين المالي العالمي   | 336.9  | 1,105.32 |
| مركز يوجيابو للخدمات الإدارية | 299.45 | 982.45   |
| مركز Powerlong                | 289    | 948.16   |
| برج بنك بوهاي                 | 270    | 885.83   |
| الخامس تايان داو              | 253.40 | 831.36   |

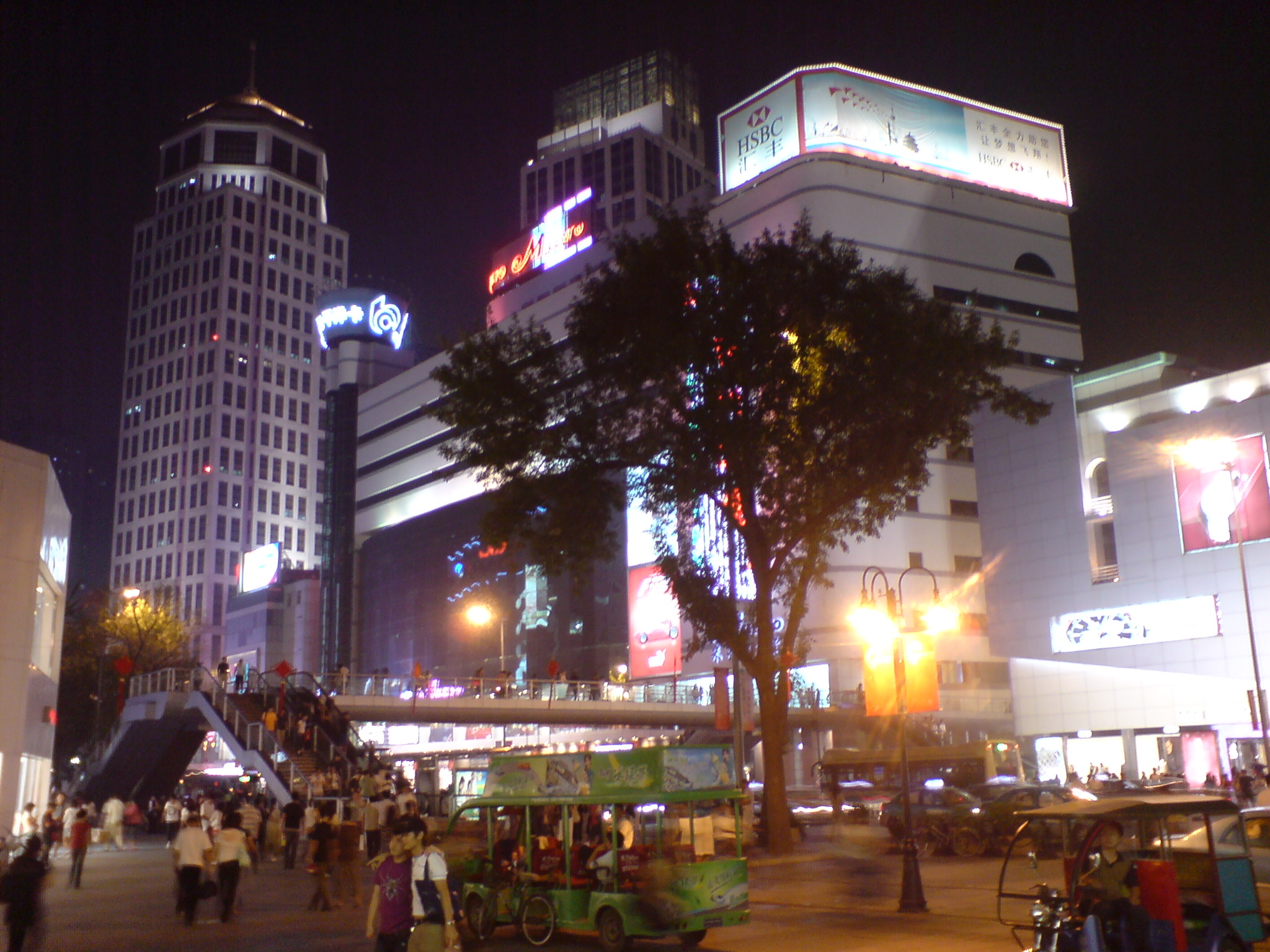
وسط مدينة تيانجين

تشمل الصناعات الرئيسية الصناعات البتروكيماوية والمنسوجات وتصنيع السيارات والصناعات الميكانيكية وتشغيل المعادن. تعد ايرباص شركة تصنيع مهمة، وقد افتتحت مصنعًا لتجميع طائراتها من طراز إيرباص إيه 320، والذي يعمل منذ عام 2009. تصدرت تيانجين الأخبار أيضًا في عام 2010، حيث يقع أسرع كمبيوتر عملاق حالي في العالم، تيانهي-1، في المركز الوطني للحوسبة الفائقة في تيانجين. بلغ الناتج المحلي الإجمالي في عام 2009 750.1 مليار ين، ونصيب الفرد منه 62403 يوان صيني.

### منطقة تيانجين للتنمية الاقتصادية والتكنولوجية

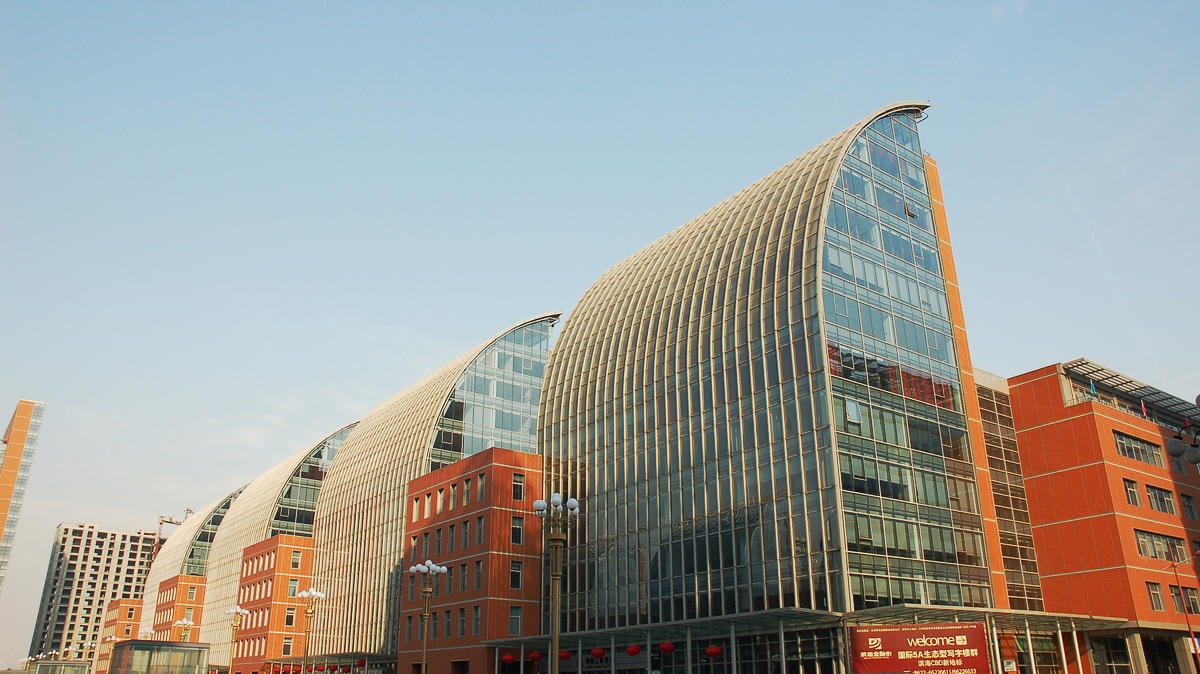
منطقة تيانجين للتنمية الاقتصادية والتكنولوجية

باعتبارها واحدة من أولى مناطق التنمية الاقتصادية والتكنولوجية على مستوى الدولة، تم إنشاء منطقة التنمية الاقتصادية والتكنولوجية في تيانجين في 6 ديسمبر 1984، بموافقة مجلس الدولة. وتتمتع بسياسات الدولة التفضيلية ذات الصلة مع المهمة الرئيسية لجذب الاستثمار المحلي والأجنبي لتطوير الصناعات الحديثة الموجهة نحو التكنولوجيا العالية والجديدة. بصفتها جهازًا تابعًا لحكومة بلدية تيانجين، تمارس اللجنة الإدارية لمنطقة التنمية الاقتصادية والتكنولوجية في تيانجين إدارة موحدة لـ TEDA نيابة عن حكومة بلدية تيانجين وتتمتع بحقوق الإدارة الإدارية والاقتصادية على مستوى المقاطعة.

### منطقة تيانجين لتجهيز الصادرات
منطقة معالجة الصادرات في تيانجين هي واحدة من أول 15 منطقة لمعالجة الصادرات وافق عليها مجلس الدولة في 27 أبريل 2000. هذه منطقة مغلقة خاصة حيث تجري الجمارك إدارة على مدار 24 ساعة للبضائع المنقولة داخل وخارج المنطقة والأماكن ذات الصلة. منحت الحكومة المركزية لهذه المنطقة الاقتصادية الخاصة سياسات تفضيلية خاصة لجذب الشركات في أعمال المعالجة والتجارة للاستثمار في المنطقة. تقع منطقة تيانجين لتجهيز الصادرات إلى الشمال الشرقي من تيدا وتبلغ مساحتها 2.54 كيلومتر مربع (0.98 ميل2). تبلغ المساحة المطورة في المرحلة الأولى 1 م². تم بناء جدار دائم للفصل بين منطقة معالجة الصادرات ومنطقة معالجة غير التصدير.

### منطقة مطار تيانجين الاقتصادية
يتم استثمار منطقة النقل والإمداد الدولية بمطار تيانجين بشكل مشترك من قبل منطقة التجارة الحرة لميناء تيانجين ومطار تيانجين بينهاى الدولي. وهي تقع داخل منطقة الشحن الجوي لمطار تيانجين بينهاى الدولي. لديها شركات لوجستية شحن جوي محلية وأجنبية ممتازة تعمل في الفرز والتخزين والتوزيع والمعالجة والمعارض. وهي بصدد بناء أكبر قاعدة شحن جوي في شمال الصين.

### منطقة التجارة الحرة لميناء تيانجين

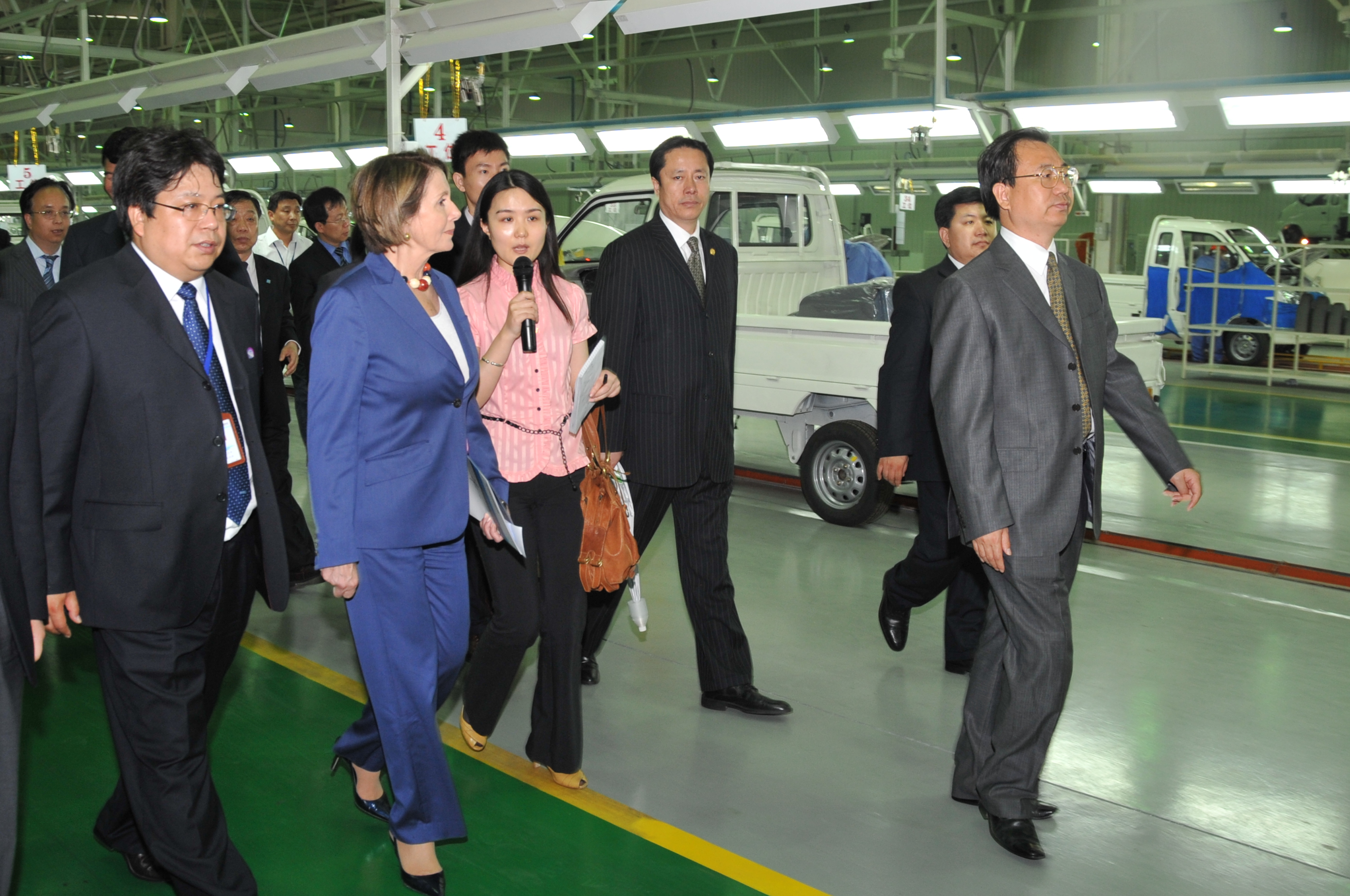
عضو الكونجرس الأمريكي نانسي بيلوسي تزور مصنع تيانجين تشينغيوان للسيارات الكهربائية في عام 2009

منطقة التجارة الحرة لميناء تيانجين هي منطقة التجارة الحرة الوحيدة في شمال الصين. وافق مجلس الدولة على إنشاء المنطقة في عام 1991. إنها 30 كيلومتر (19 ميل) من مدينة تيانجين، أقل من1 كيلومتر (0.62 ميل) بعيدًا عن رصيف الميناء و38 كيلومتر (24 ميل) بعيدا عن مطار تيانجين بينهاى الدولي.

### منطقة تيانجين تانغو البحرية الوطنية ذات التقنية العالية
تم إنشاء منطقة تطوير التكنولوجيا الفائقة في تيانجين تانغو مارين في عام 1992، وتم ترقيتها إلى منطقة تطوير التكنولوجيا الفائقة على المستوى الوطني من قبل مجلس الدولة في عام 1995، وهي منطقة التطوير ذات التقنية العالية الوحيدة على المستوى الوطني والمتخصصة في تطوير صناعة التكنولوجيا العالية البحرية. بحلول نهاية عام 2008، كان بالمنطقة 2068 شركة و5 صناعات هناك بما في ذلك المواد الجديدة ، وتصنيع النفط، وتصنيع الآلات الحديثة، والمعلومات الإلكترونية.

### منطقة تيانجين نانغانغ الصناعية
منطقة تيانجين نانغانغ الصناعية هي ميناء وقاعدة للصناعات الثقيلة والكيميائية. جزء مهم من إستراتيجية تطوير الفضاء «المدينة المزدوجة والمرفأ المزدوج» في تيانجين ، وهي منطقة عرض للاقتصاد الدائري. إجمالي المساحة المخططة للمنطقة الصناعية نانغانغ هو 200 كيلومتر مربع (77 ميل2)، والتي تبلغ مساحتها الأرضية 162 كيلومتر مربع (63 ميل2) .

### الزراعة
تشغل الأراضي الزراعية حوالي 40٪ من إجمالي مساحة بلدية تيانجين. يعتبر القمح والأرز والذرة من أهم المحاصيل.

### المرافق والخدمات
تخدم شركة مرفق تيانجين للطاقة الكهربائية خدمات البناء وتقديم ودعم خدمات الطاقة الكهربائية.

### منطقة بينهاى الجديدة
تقع منطقة بينهاي الجديدة في مفترق طرق حزام مدينة بكين وتيانجين وحزام مدينة جولة بوهاي. وهي بوابة شمال الصين وشمال شرق الصين وشمال غرب الصين. تقع في وسط شمال شرق آسيا، وهي أقرب نقطة انطلاق لجسر أوراسيا القاري.

## التركيبة السكانية
في نهاية عام 2009، كان عدد سكان بلدية تيانجين 12.28 مليون، منها 9.8 كان مليون شخص من حاملي تيانجين هوكو (الإقامة الدائمة). من بين المقيمين الدائمين في تيانجين، 5.99 مليون من الحضر، و3.81 مليون من سكان الريف. تحولت تيانجين مؤخرًا إلى النمو السكاني السريع، حيث وصل عدد سكانها إلى 14.72 مليون اعتبارًا من 2013 نهاية.
تم تقدير المنطقة الحضرية الشاملة (منظمة التعاون الاقتصادي والتنمية) اعتبارًا من 2010 ويبلغ عدد سكانها 15.4 مليون نسمة.
غالبية سكان تيانجين هم من الهان الصينيين. هناك أيضا 51 من أصل 55 مجموعة عرقية صينية صغيرة تعيش في تيانجين. تشمل الأقليات الرئيسية الهوي والكوريين والمانشو والمغول.
| الجماعات العرقية في تيانجين، تعداد عام 2000 | الجماعات العرقية في تيانجين، تعداد عام 2000 | الجماعات العرقية في تيانجين، تعداد عام 2000 |
| عرق                                         | تعداد السكان                                | النسبة المئوية                              |
| ------------------------------------------- | ------------------------------------------- | ------------------------------------------- |
| هان                                         | 9,581,775                                   | 97.29٪                                      |
| هوى                                         | 172357                                      | 1.75٪                                       |
| مانشو                                       | 56548                                       | 0.57٪                                       |
| المغول                                      | 11331                                       | 0.12٪                                       |
| الكورية                                     | 11,041                                      | 0.11٪                                       |
| تشوانغ                                      | 4055                                        | 0.041٪                                      |
| توجيا                                       | 3,677                                       | 0.037٪                                      |

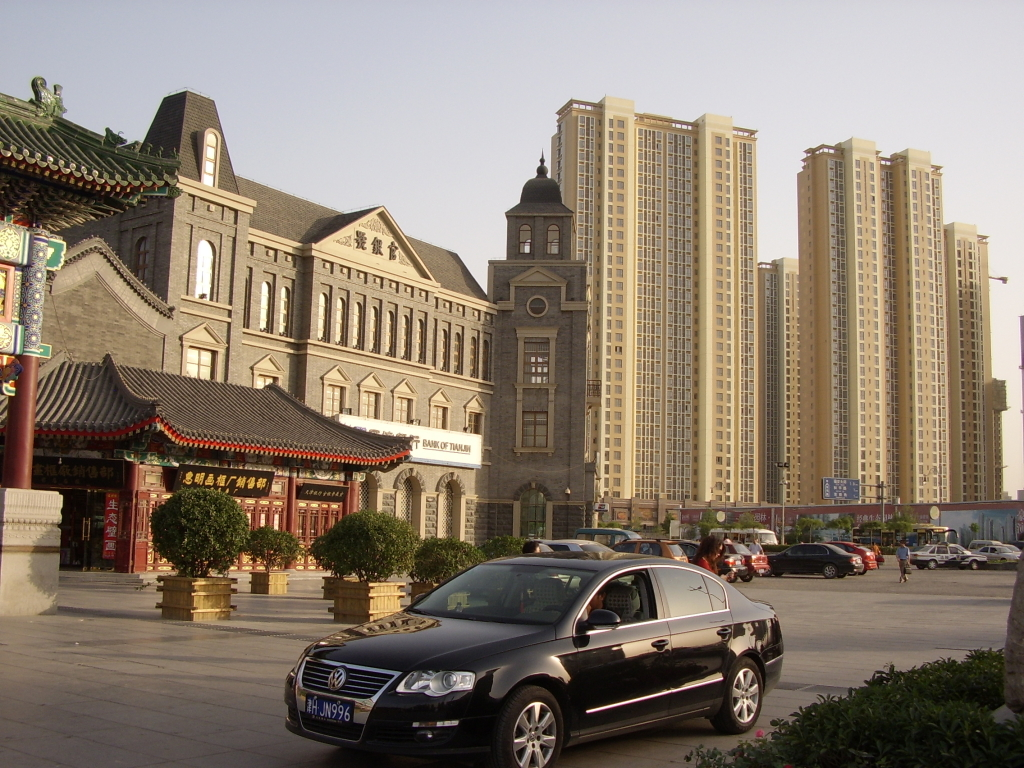
بنك Guanyinhao القديم

ويستثنى من ذلك أعضاء جيش التحرير الشعبي في الخدمة الفعلية.

## وسائط
محطة بث تيانجين الشعبية هي المحطة الإذاعية الرئيسية في تيانجين. البث في تسع قنوات، يخدم معظم شمال الصين، جزء من شرق وشمال شرق الصين، ويصل إلى أكثر من 100 مليون مشاهد. يبث تلفزيون تيانجين، محطة التلفزيون المحلية ، على تسع قنوات. كما أنها تفتخر بقناة رقمية مدفوعة، تقدم برامج تحسين المنزل. كل من محطات الراديو والتلفزيون الآن فروعًا لمجموعة تيانجين للسينما والراديو والتلفزيون ، التي تأسست في أكتوبر 2002.
تشمل الصحف المحلية الرئيسية تيانجين ديلي وجين وان باو (حرفيا، صحيفة الليلة)، وهما الصحف الرئيسية لمجموعة تيانجين ديلي نيوزبيبر جروب وجينوان ماس ميديا جروب،

### الصحف السابقة
نُشرت أول صحيفة ألمانية في شمال الصين، صحيفة يومية لشمال الصين، في تيانجين.
في عام 1912، كان في تيانجين 17 صحيفة باللغة الصينية و5 صحف يومية بلغات أخرى؛ لم تكن أي من الصحف في منطقة تيانجين صحف تجارية. من بين الصحف الأجنبية، كانت ثلاثا باللغة الإنجليزية وواحدة بالفرنسية والألمانية.
في عام 1930، انتقلت صحيفة أخبار منشورية الألمانية من هارين إلى تيانجين وغيرت اسمها إلى أخبار ألمانية صينية.

### عاصمة الرقابة
يميل مزودو معلومات الإنترنت الرائدون في الصين (عادة ما يكونون في بكين)، بما في ذلك الشبكة الاجتماعية سينا ويبو ودوبان وموقع الفيديو عبر الإنترنت Sohu ، إلى نقل أقسام الرقابة الخاصة بهم إلى تيانجين ، حيث تكون تكاليف العمالة أرخص من بكين ، حيث أن الرقابة هي أكثر فأكثر. نوع من العمل كثيف العمالة . في الواقع ، أصبحت تيانجين عاصمة الرقابة على الإنترنت الصيني.

## السياحة

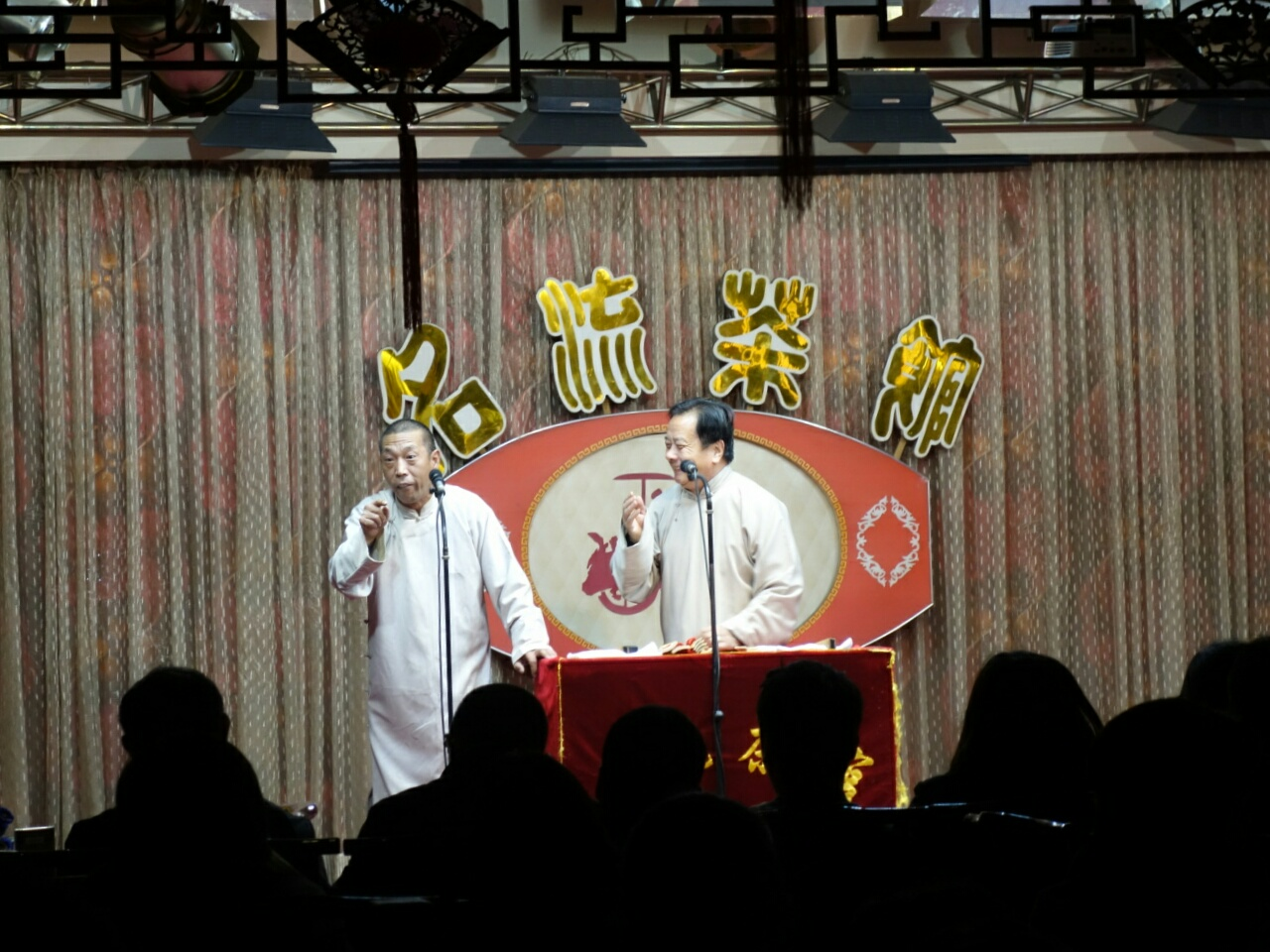
الحديث المتبادل في تيانجين

المدينة لديها العديد من المعالم السياحية. تدمج مناظر شوارعها العمارة الأوروبية التاريخية من القرن التاسع عشر وأوائل القرن العشرين، جنبًا إلى جنب مع الأحجار الخرسانية والزجاجية في الصين المعاصرة. على الرغم من إعادة تطوير مساحات واسعة من المدينة، فقد تم وضع الكثير من العمارة الاستعمارية تحت الحماية.
في القرن التاسع عشر، لفتت المدينة الساحلية انتباه القوى الغربية البحرية، التي استخدمت اعتلاء القوات الصينية لسفينة بريطانية كذريعة لإعلان الحرب. من خلال الزوارق الحربية المسلحة تسليحًا جيدًا ، تم التأكيد على النصر، ومنحت معاهدة تيانجين، الموقعة في عام 1856، الأوروبيين الحق في إنشاء تسع قواعد امتياز في البر الرئيسي، يمكنهم من خلالها إجراء التجارة وبيع الأفيون. كانت هذه الامتيازات، على طول ضفاف نهر هاي، عبارة عن مجتمعات أوروبية قائمة بذاتها: بنى الفرنسيون قصورًا وأبراجًا أنيقة، بينما بنى الألمان فيلات بافارية ذات بلاط أحمر. انفجرت التوترات بين السكان الأصليين والأجانب في حادثة تيانجين عام 1870، عندما هاجمت مجموعة من الغوغاء الصينيين دارًا للأيتام يديرها الفرنسيون ، ومرة أخرى خلال تمرد الملاكمين في عام 1900، وبعد ذلك قام الأجانب بتسوية الجدران المحيطة بالمدينة الصينية القديمة. منهم لمراقبة سكانها.
دمرت المدينة القديمة بالكامل من عام 2000 إلى عام 2001 لإفساح المجال لتطورات جديدة. لم يتبق سوى عدد من المباني القديمة مثل معبد تيانجين كونفوشيوس.
الشبكة الكثيفة من شوارع الامتياز جنوب وغرب محطة القطار المركزية، وجنوب نهر هاي، تشكل الآن أكثر المناطق التي تحظى باهتمام الزوار. تشكل قصور الامتياز الفرنسي الآن منطقة وسط المدينة جنوب النهر مباشرة، وتقع القصور المهيبة التي بناها البريطانيون شرق هنا. في أقصى الشرق ، جنوب النهر أيضًا ، تتميز الهندسة المعمارية لمنطقة غير ملحوظة بخلاف ذلك ببناء ألماني صارم.

## المعالم والمعالم السياحية
- فندق استور
- برج الطبل
- خمسة أفنيوز رئيسية
- الامتيازات السابقة في تيانجين
  - مدينة تيانجين النمط الإيطالي
- هاي ريفر بارك
- متحف لوزوتانج بوكسر التمرد
- شارع المطبخ نانشي
- حديقة الشعب
- كاتدرائية القديس يوسف في تيانجين
- معبد كونفوشيوس ون مياو
- معبد التراحم العظيم
- ساعة القرن
- شارع الثقافة القديمة في تيانجين
- عين تيانجين
- متحف تيانجين
- مكتبة تيانجين بينهاى
- معرض تيانجين للفنون
- متحف تيانجين للتاريخ الطبيعي

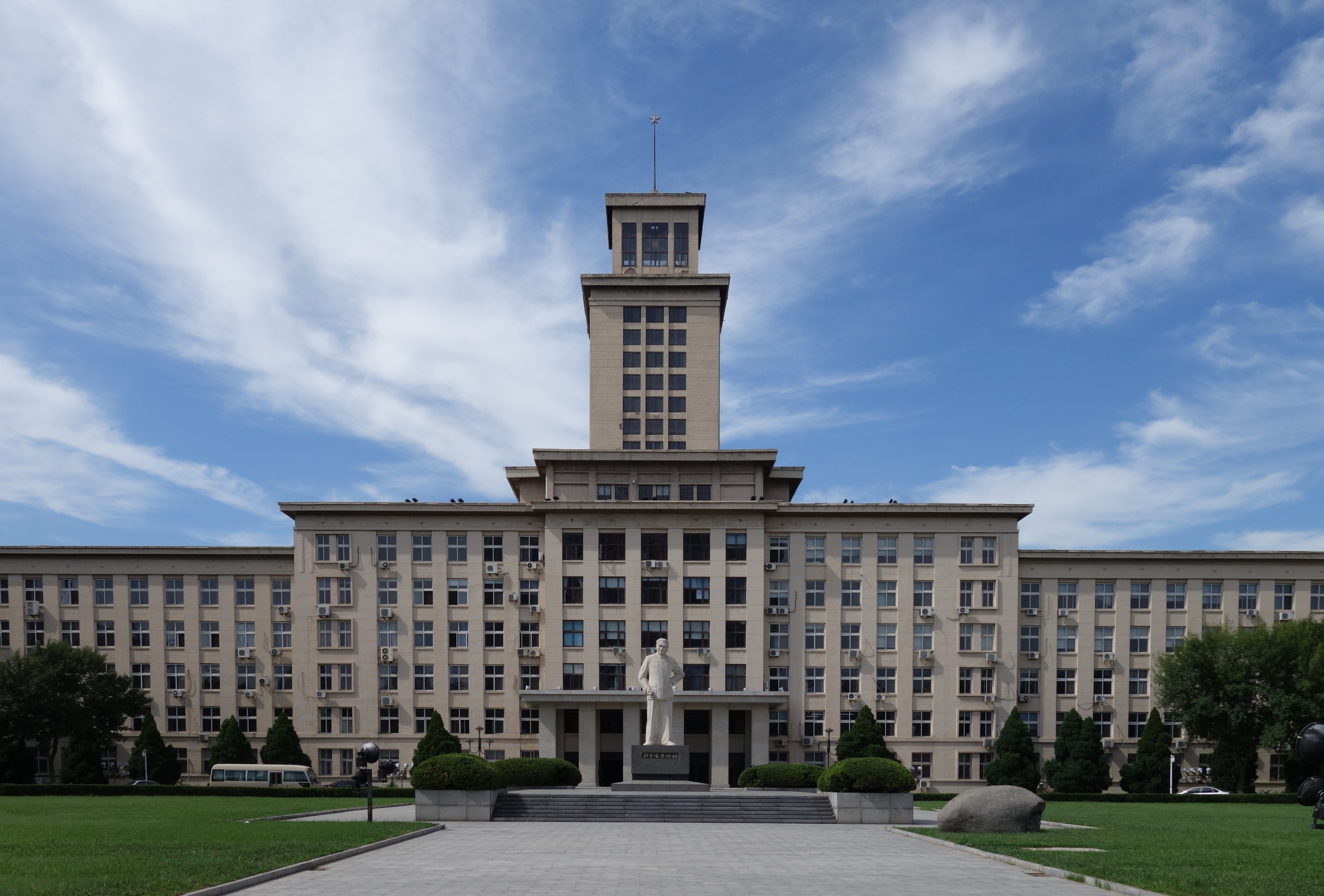
جامعة نانكاي

- استاد مركز تيانجين الأولمبي، المعروف أيضًا باسم «قطرة الماء»
- برج راديو وتلفزيون تيانجين
- حديقة تيانجين المائية
- مركز تيانجين المالي العالمي
- حديقة حيوان تيانجين
- Yangliuqing (بما في ذلك Shi Family Grand Courtyard)
- بيت الخزف
- جامعة نانكاي
- مدرسة نانكاى المتوسطة
- جامعة تيانجين
- هوانغيا باس ، قسم من سور الصين العظيم
- جبل بانشان
- مدينة تيانجين البيئية بين الصين وسنغافورة
- حاملة الطائرات السوفيتية كييف
- تاكو فورتس
- ملعب تيدا لكرة القدم، الملعب الرئيسي لفريق الدوري الصيني الممتاز تيانجين تيدا

## حضاره
يتحدث سكان تيانجين بلهجة تيانجين المندرين المشتقة منها. على الرغم من قربها من بكين ، إلا أن لهجة تيانجين تبدو مختلفة تمامًا عن لهجة بكين ، والتي توفر الأساس لبوتونغهوا أو الصينية القياسية.
تيانجين هي موطن محترم لأوبرا بكين، وهي واحدة من أرقى أشكال الأوبرا الصينية .

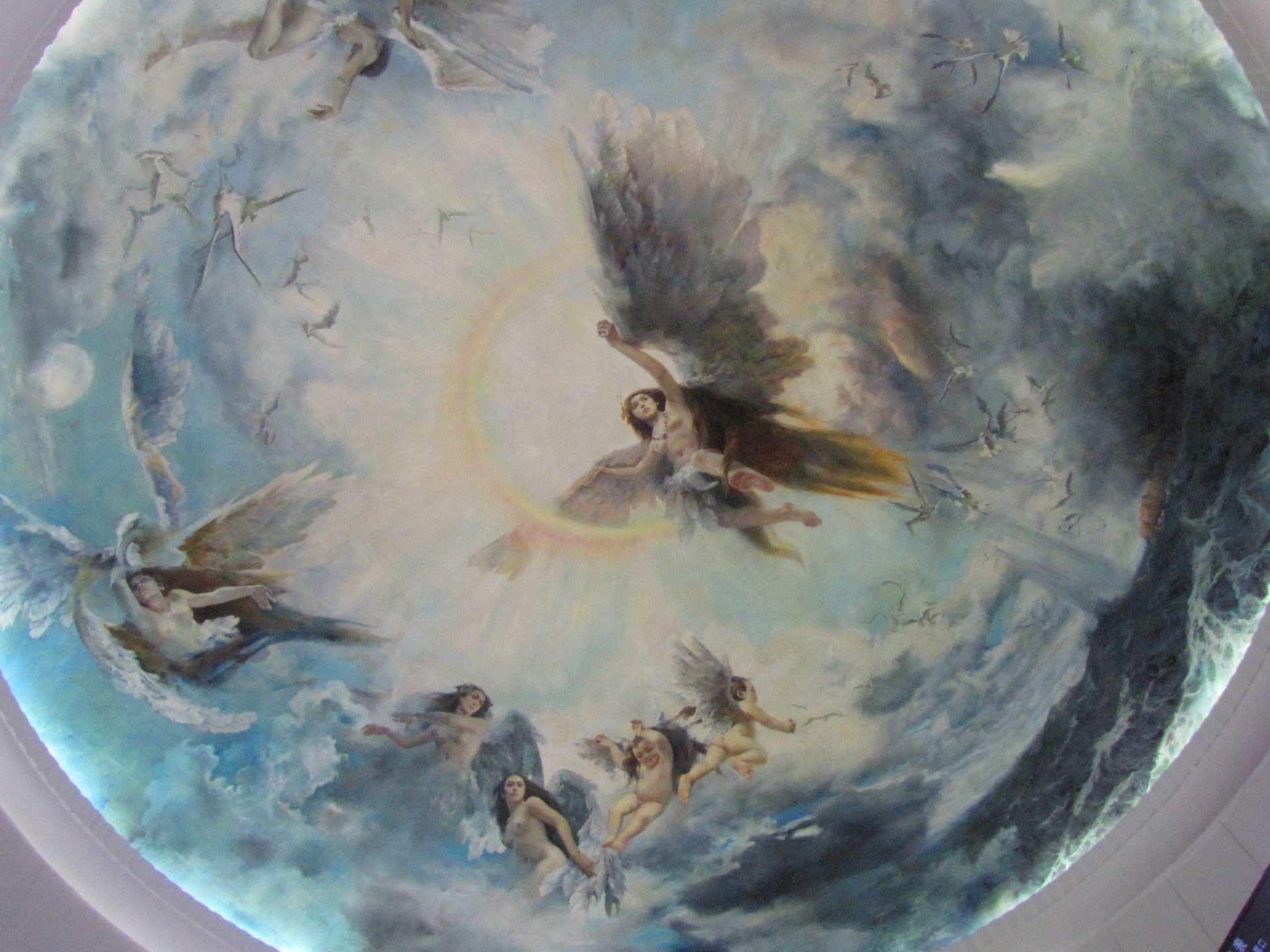
تحاول ملء البحر، اللوحة الجدارية القبة لمحطة سكة حديد تيانجين

تشتهر تيانجين بالكوميديا الارتجالية والكوميديين بما في ذلك Guo Degang و Ma Sanli . يشتهر ما سانلي (1914-2003)، وهو من عرقية الهوي ومقيم منذ فترة طويلة في تيانجين ، بأسلوبه شيانغ شنغ ، وهو شكل من أشكال الترفيه الصيني الشبيه بالكوميديا. ألقى ما سانلي بعضًا من شيانغ شنغ لهجة تيانجين . تيانجين ، إلى جانب بكين ، هي مركز لفن شيانغ شنغ . يتضمن أسلوب تيانجين للوقوف أيضًا استخدام مصفق الخيزران الإيقاعي ، كويبان.
يانغ رحيما، بلدة حوالي 15 كيلومتر (9.3 ميل) غرب المنطقة الحضرية تيانجين ومقر مقاطعة شى تشينغ، تشتهر شعبية في السنة الجديدة الصينية على غرار التقليدية، ملونة اللوحات غسل تشتهر تيانجين أيضًا بتمثال زهانج الطيني، وهو نوع من التمثال المعقد والملون الذي يصور مجموعة متنوعة من الشخصيات الحية، وطائرات تيانجين وي الورقية، والتي يمكن طيها إلى جزء صغير من أحجامها الكاملة وتتميز بقابليتها للنقل.
في 28 سبتمبر 2015، أعلنت مدرسة جوليارد في مانهاتن، مدينة نيويورك عن توسع كبير في تيانجين خلال زيارة السيدة الأولى للصين، بينج ليوان، وهي أول مؤسسة خارج الولايات المتحدة، مع خطط لتقديم برنامج درجة الماجستير.

## أطباق
يركز مطبخ تيانجين بشكل كبير على المأكولات البحرية ، نظرًا لقرب تيانجين من البحر. ويمكن تصنيفها كذلك إلى عدة أصناف

## المواصلات

### المطارات

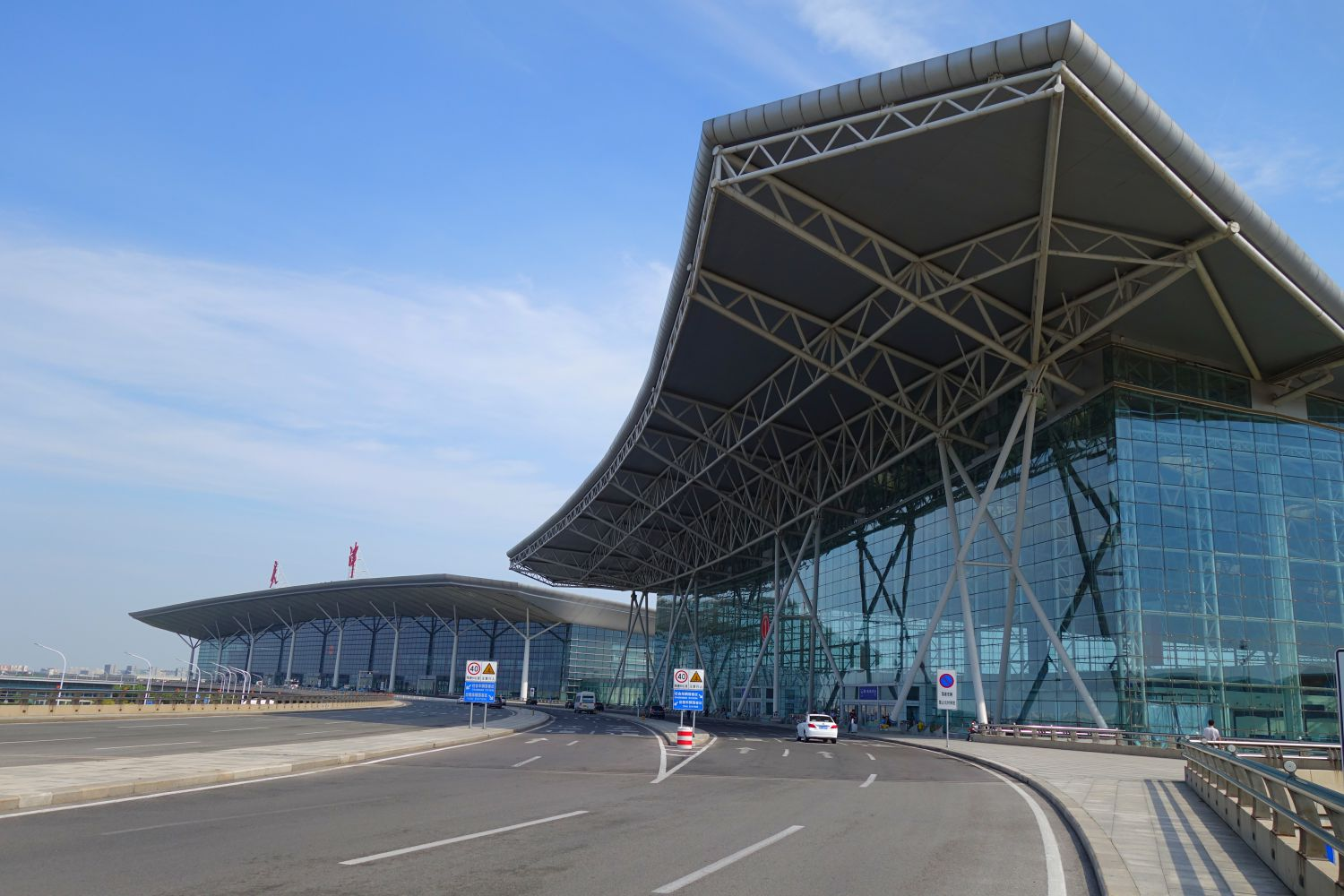
مطار تيانجين بينهاى الدولي المبنى 1 و2

يقع مطار تيانجين الدولي في منطقة دونجلي حوالي 13 كيلومتر (8 ميل) بعيدًا عن منطقة وسط المدينة. يخدم المدينة أيضًا مطار بكين داشينغ الدولي الجديد في بكين.
مطار تيانجين الدولي لديه الآن مبنى الركاب الذي يغطي مساحة 25,000 متر مربع (270,000 قدم2)، وهو مستودع بضائع يغطي مساحة قدرها 29,500 متر مربع (318,000 قدم2) ومدارج قياس 3.6 كيلومتر (2.2 ميل) في المجموع. لديها مهبط طائرات من الدرجة 4، حيث يمكن لجميع أنواع الطائرات الكبيرة الإقلاع والهبوط بأمان. يحتوي مطار تيانجين بينهاى الدولي  على 59 مسارًا جويًا يربط بين 48 مدينة، بما في ذلك 30 مدينة محلية و17 مدينة أجنبية.

### ميناء تيانجين

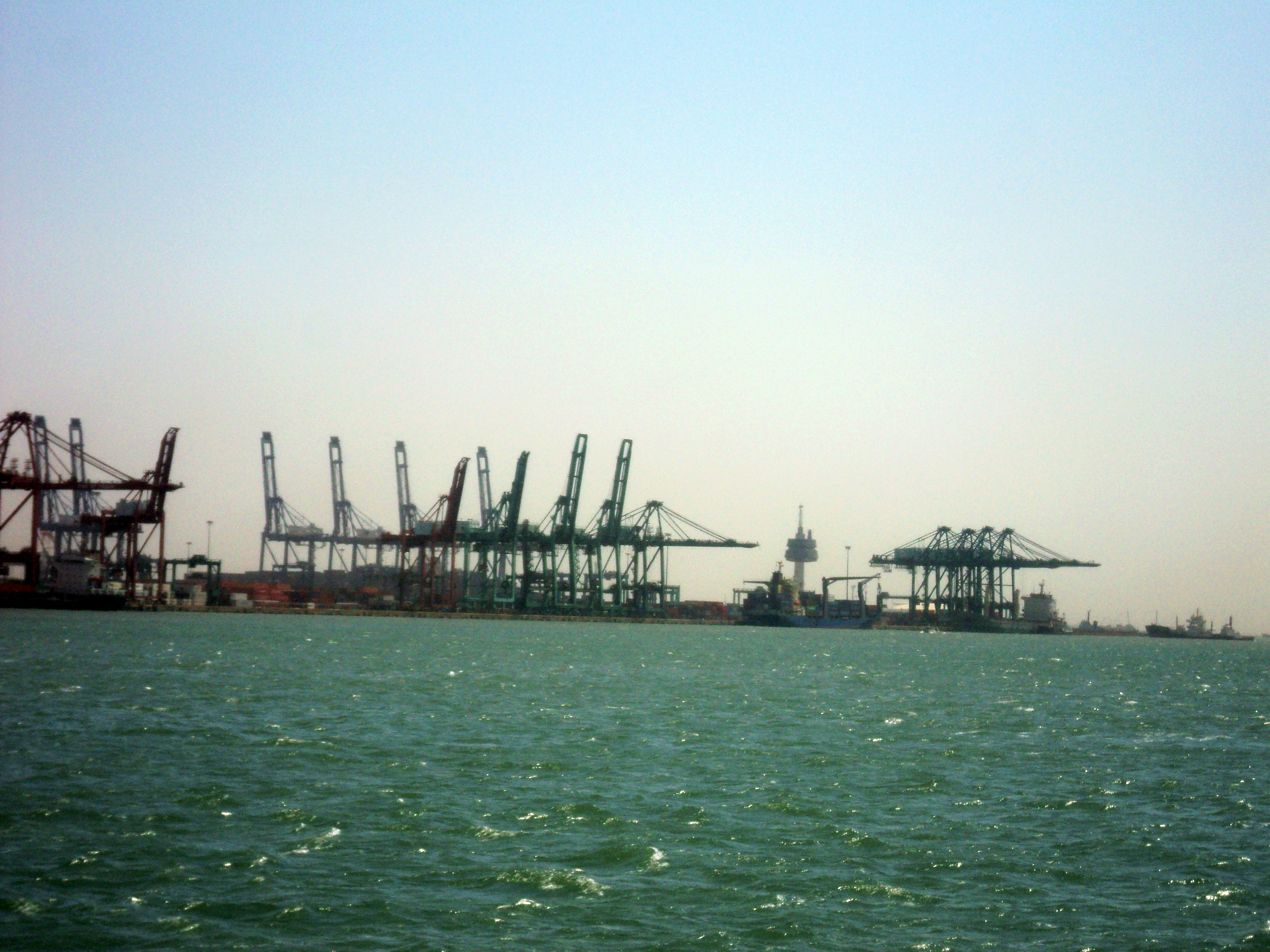
ميناء تيانجين مرسى القوارب التجريبية

ميناء تيانجين هو واحد من أفضل الموانى على مستوى في العالم وأكبر ميناء صناعي للمياه العميقة في الصين، وتحتل الطاقة الإنتاجية المرتبة الخامسة في العالم. يقع ميناء تيانجين في منطقة بينهاى الاقتصادية، وهي منطقة اقتصادية وطنية جديدة في الصين، وهو ميناء نداء للرحلات البحرية الدولية التي تزور المنطقة الأوسع، بما في ذلك بكين.

### الترام

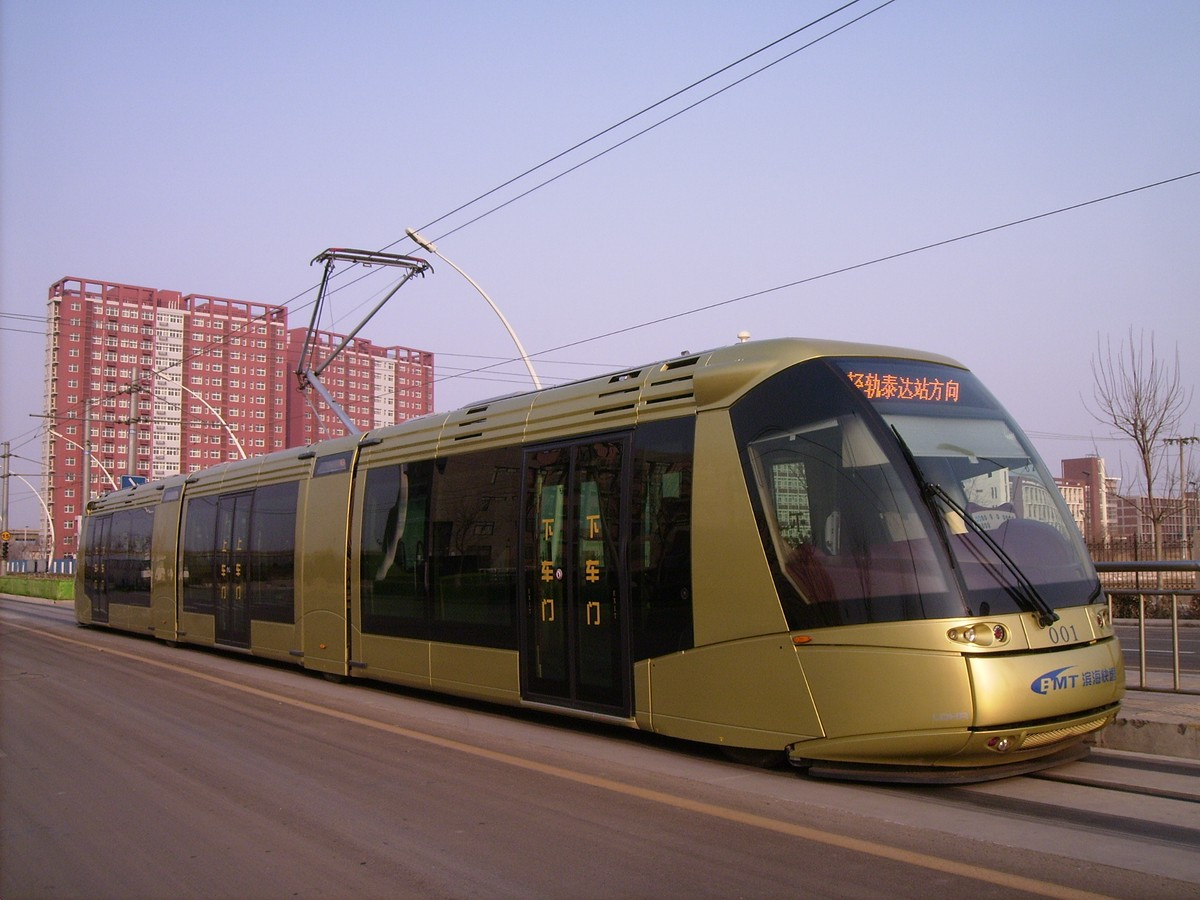
ترام السكك الحديديدية الحديثة الموجهه هو أحد نظامي ترام الإطارات المطاطية في آسيا

منطقة ميناء تيانجين في لديها نظام ترام حديث عالي السرعة متعب من المطاط، وهو الأول من نوعه في الصين وآسيا. تم تشييده في عام 2006، وهو يمثل عودة الترام إلى تيانجين، التي كانت ذات يوم تحتوي على شبكة ترام قياسية واسعة ذات عجلات فولاذية. تم إنشاء شبكة ترام تيانجين الأصلية بواسطة شركة بلجيكية  في عام 1904 وافتتحت في عام 1906. كان أول نظام ترام على مستوى المدينة في الصين. تم إغلاقه في عام 1972.

### المترو

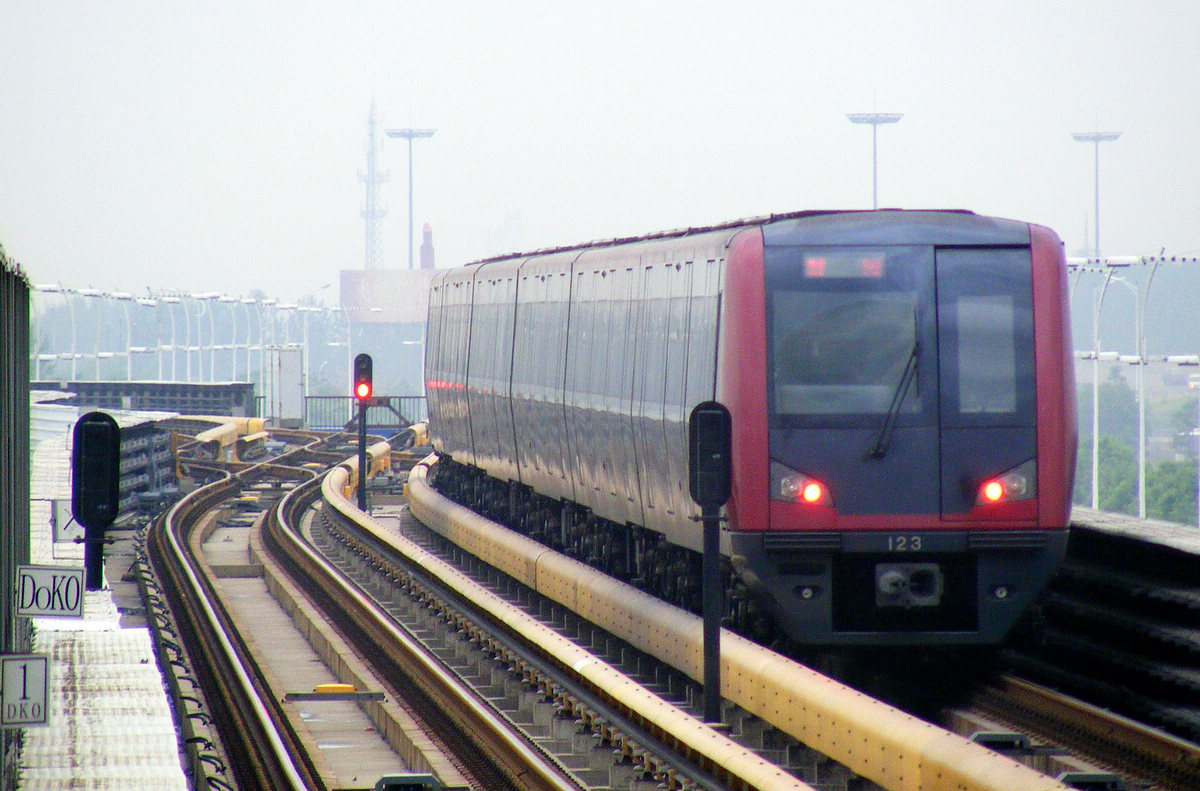
مترو تيانجين بالقرب من محطة ليويوان

يتم تشغيل مترو تيانجين سابقًا من قبل شركتين، المؤسسة العامة لمترو الذهب الداكن وشركة تيانجين بينهاى لتطوير النقل الجماعي. وفي عام 2017، اندمجت الشركتان باسم شركة شركة مجموعة تيانجين للسكك الحديدية العابرة. وهي حاليا تحت التوسع الكبير من خمسة إلى تسعة خطوط. ستة خطوط تعمل حاليا في كل من المدينة ومنطقة بينهاى. اعتبارًا من أبريل 2019، تضم الشبكة الكاملة لمترو تيانجين 155 محطة و6 خطوط.
بدأت أعمال البناء في مترو تيانجين في 4 يوليو 1970. كان ثاني مترو يتم بناؤه في الصين وبدأ الخدمة في عام 1984. بلغ الطول الإجمالي للمسار 7.4 كيلومتر (5 ميل). تم تعليق خدمة المترو في 9 أكتوبر 2001 لإعادة الإعمار. أصبح الخط الأصلي الآن جزءًا من الخط الأول من نظام المترو الجديد. أعيد فتحه للجمهور في يونيو 2006. تم تمديد المسار إلى 26.2 كيلومتر (16.280 ميل)  ويوجد إجمالي 22 محطة. اكتملت أعمال البناء في الخطين 2 و3 في عام 2012 ويعمل الخطان الآن. تم التخطيط لعدة خطوط مترو جديدة.
يتحمل مشغلتا النقل السريع في تيانجين مسؤولية الخدمة على النحو التالي:
- شركة مترو تيانجين العامة، تشغل الخطوط 1 و2 و3 و6
- شركة بينهاى لتطوير النقل الجماعي، تدير الخطين 5 و9

### سكة حديدية

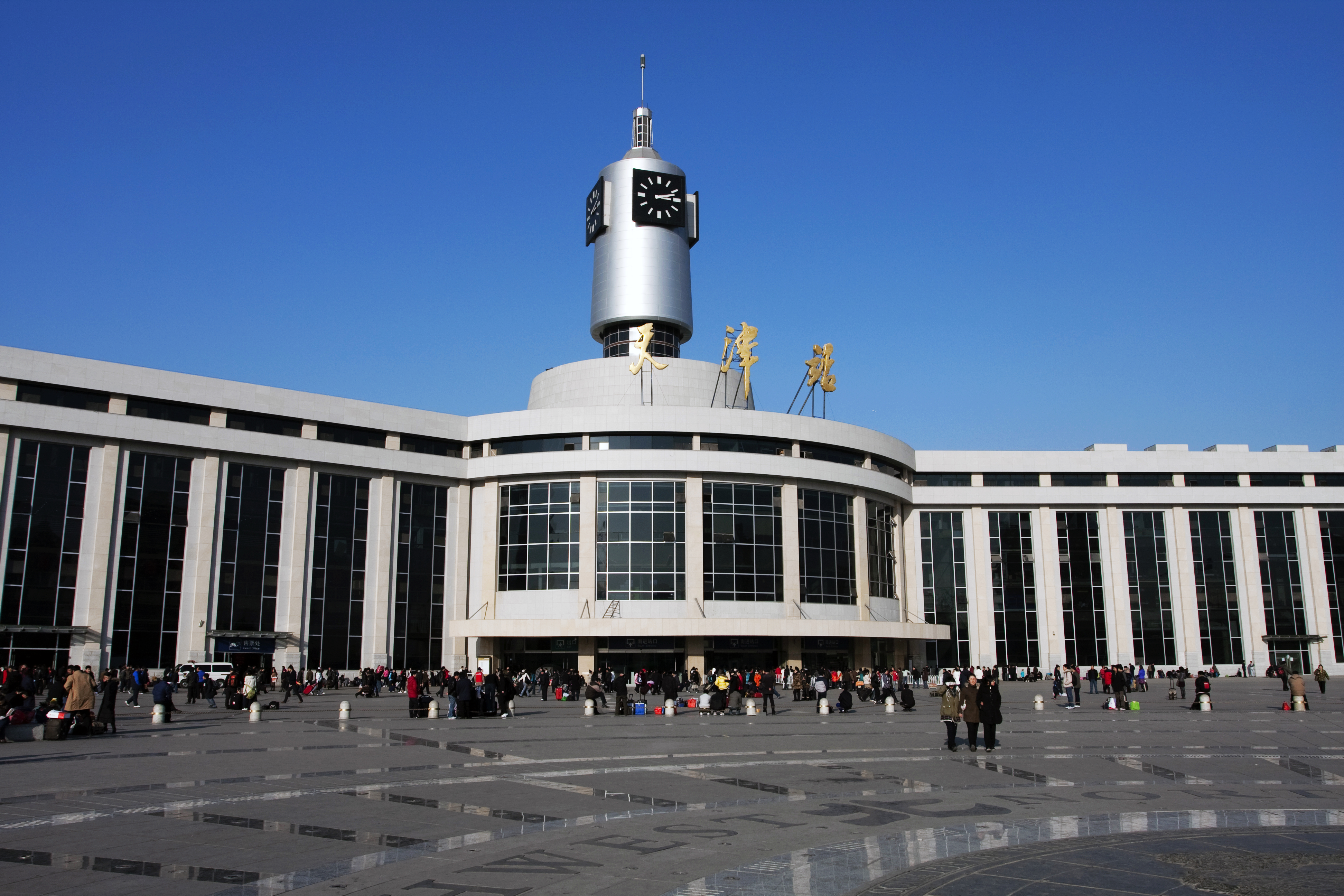
محطة سكة حديد تيانجين

هناك العديد من محطات السكك الحديدية في المدينة ، محطة سكة حديد تيانجين هي المحطة الرئيسية. تم بنائها عام 1888. كانت المحطة تقع في البداية في وانغ فليب. تم نقل المحطة لاحقًا إلى صنبور لاو على ضفاف نهر هاي هي في عام 1892، لذلك تم تغيير اسم المحطة إلى محطة سكة حديد صنبور لاو. أعيد بناء المحطة من الصفر في عام 1988. بدأت أعمال إعادة البناء في 15 أبريل 1987 وانتهت في 1 أكتوبر 1988. تُسمى محطة سكة حديد تيانجين محليًا أيضًا «المحطة الشرقية» نظرًا لموقعها الجغرافي. في يناير 2007، بدأت المحطة مشروع إعادة هيكلة آخر طويل الأجل لتحديث المنشأة وكجزء من مشروع محور النقل الأكبر في تيانجين الذي يتضمن خطوط مترو تيانجين2 و3 و9 بالإضافة إلى قطار تيانجين بينجنج فائق السرعة.
تمر خطوط السكك الحديدية التالية عبر تيانجين:
- سكة حديد جينغشان، من بكين إلى ممر شانهاي
- سكة حديد جينبو، من تيانجين إلى منطقة بوكو، نانجينغ
- سكة حديد جينجي، من منطقة تيانجين الحضرية إلى مقاطعة جي، تيانجين
- سكة حديد جينبا، من تيانجين إلى باتشو، خبي

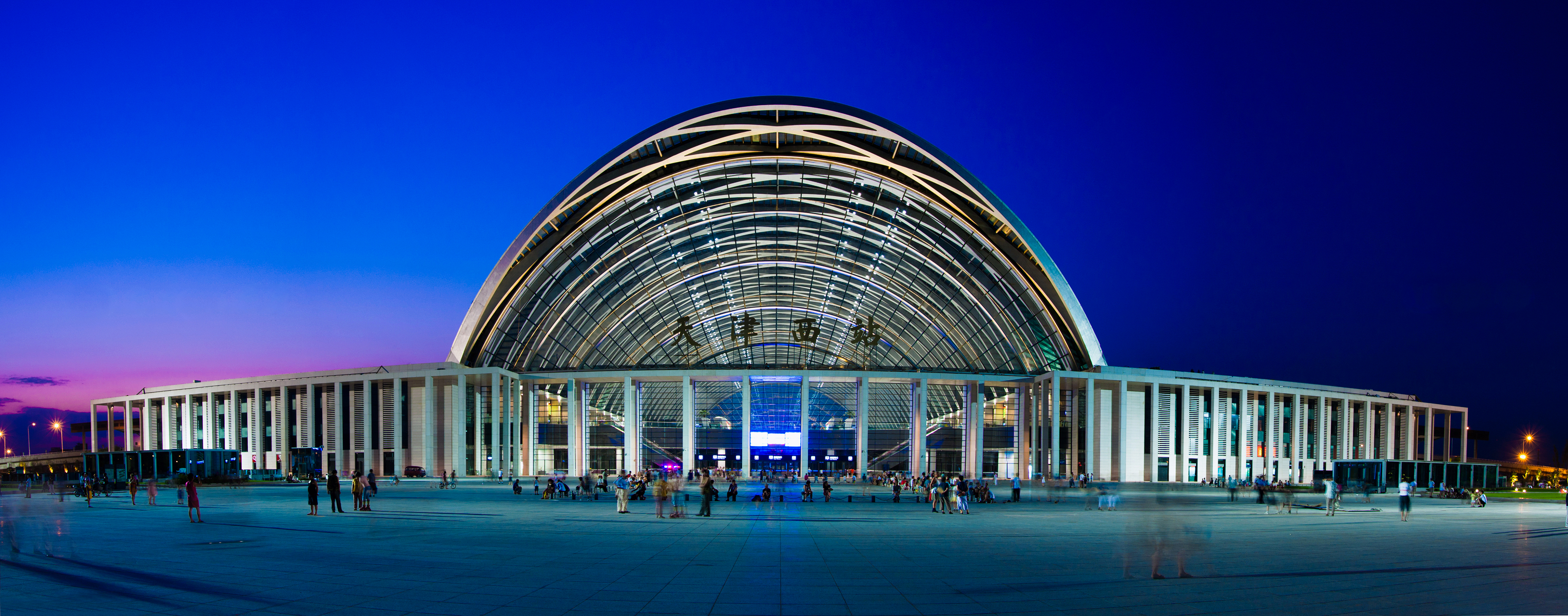
محطة سكة حديد تيانجين الغربية

ستتبنى القطارات بين المدن بين بكين وتيانجين نظام ترقيم جديد: Cxxxx (C تعني انتر سيتي). تتراوح أرقام القطارات بين C2001 وC2298:
- C2001 - C2198: من محطة بكين الجنوبية إلى تيانجين مباشرة
- C2201～ C2268: من محطة بكين الجنوبية إلى تيانجين، مع التوقف في محطة وو تشينغ
- C2271 ～ C2298: من محطة بكين الجنوبية إلى محطة سكة حديد يوجيابو في تيانجين [66]

### أوتوبيس

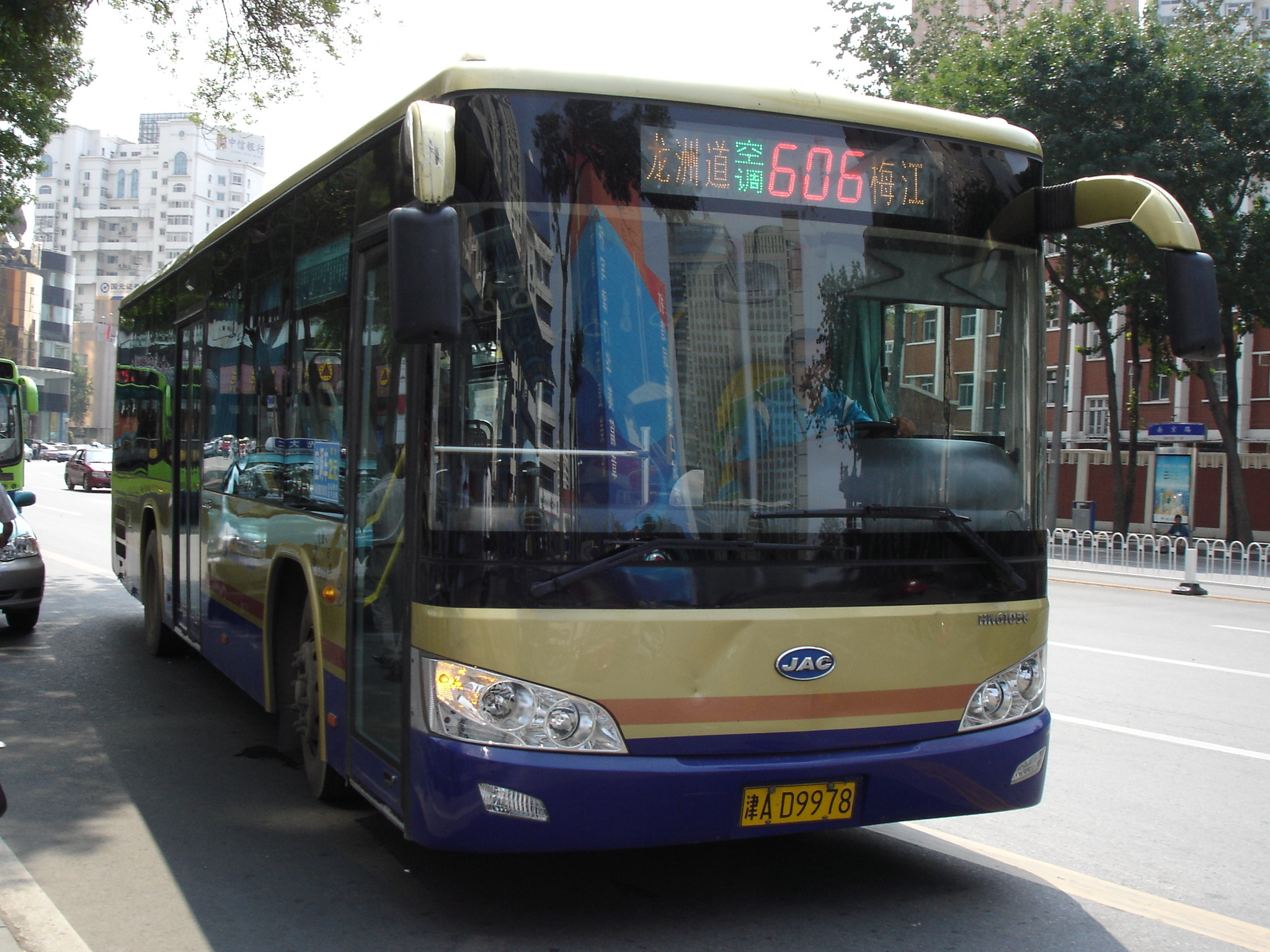
طريق حافلات تيانجين 606

كان هناك أكثر من 900 خط حافلات في المدينة اعتبارًا من 2005.

### الطرق والطرق السريعة
وقد احتفظت بعض الطرق والجسور الأسماء التي تعيدنا إلى جمهورية الصين عصر (1912-1949) مثل بوابة مينكيون وبييانج الطريق. كما هو الحال مع معظم المدن في الصين، تمت تسمية العديد من الطرق في تيانجين على اسم المقاطعات والمدن الصينية. أيضًا، تيانجين على عكس بكين، حيث أن عددًا قليلاً جدًا من الطرق تسير بالتوازي مع الاتجاهات الأساسية الأربعة الرئيسية.
تيانجين لديها ثلاثة طرق دائرية. الطرق الدائرية الداخلية والوسطى ليست مغلقة، وطرق يتم التحكم فيها بواسطة حركة المرور، وغالبًا ما يشتمل بعضها على تقاطعات إشارات المرور. الطريق الدائري الخارجي هو أقرب شيء للطريق الدائري على مستوى الطريق السريع، على الرغم من أن حركة المرور غالبًا ما تكون فوضوية.

## الدين
يشارك سكان تيانجين في الديانات الأصلية، مثل تبجيل الإلهة ماتسو. بالإضافة إلى ذلك، يوجد في تيانجين معبد بوذي معبد التراحم العظيم، وكاتدرائية القديس يوسف الكاثوليكية (كنيسة لاوكسيكاي)، وكنيسة سيدة النصر الكاثوليكية (كنيسة وانغهيلو). توجد أبرشية كاثوليكية رومانية في تيانجين . وفقًا للمسح الاجتماعي الصيني العام لعام 2009، يشكل المسيحيون 1.51 ٪ من سكان المدينة. وُصفت تيانجين تاريخياً بأنها «مركز قوي» للإسلام في الصين. شمال غرب تيانجين هو تقليديًا موقع الحي الإسلامي في المدينة، حيث عاشوا لقرون بالقرب من المسجد الكبير الضخم في المدينة، تشينغ، الذي تأسس عام 1703. تشمل المساجد الأخرى مسجد داهووكسيانج.

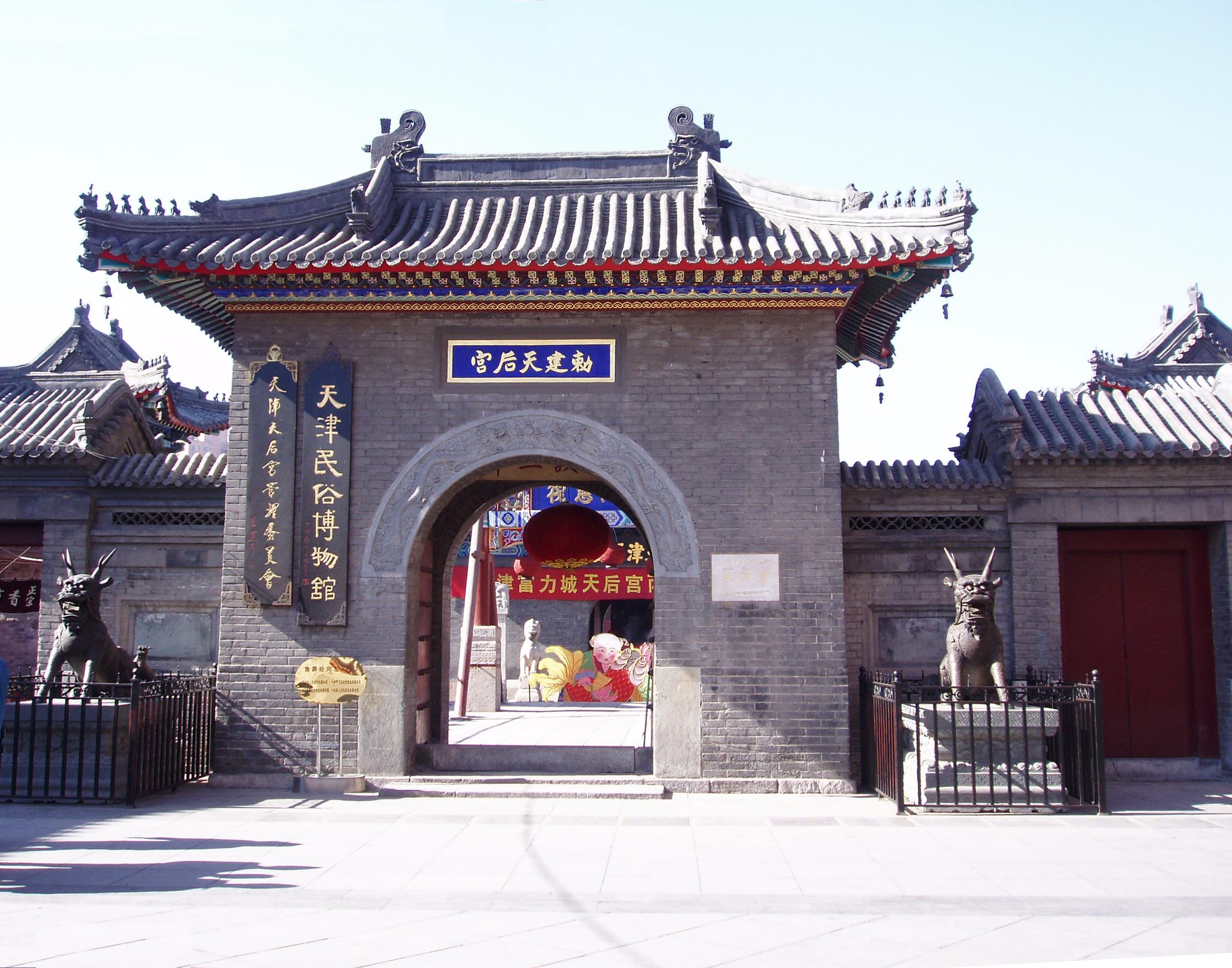
معبد مازو في تيانجين

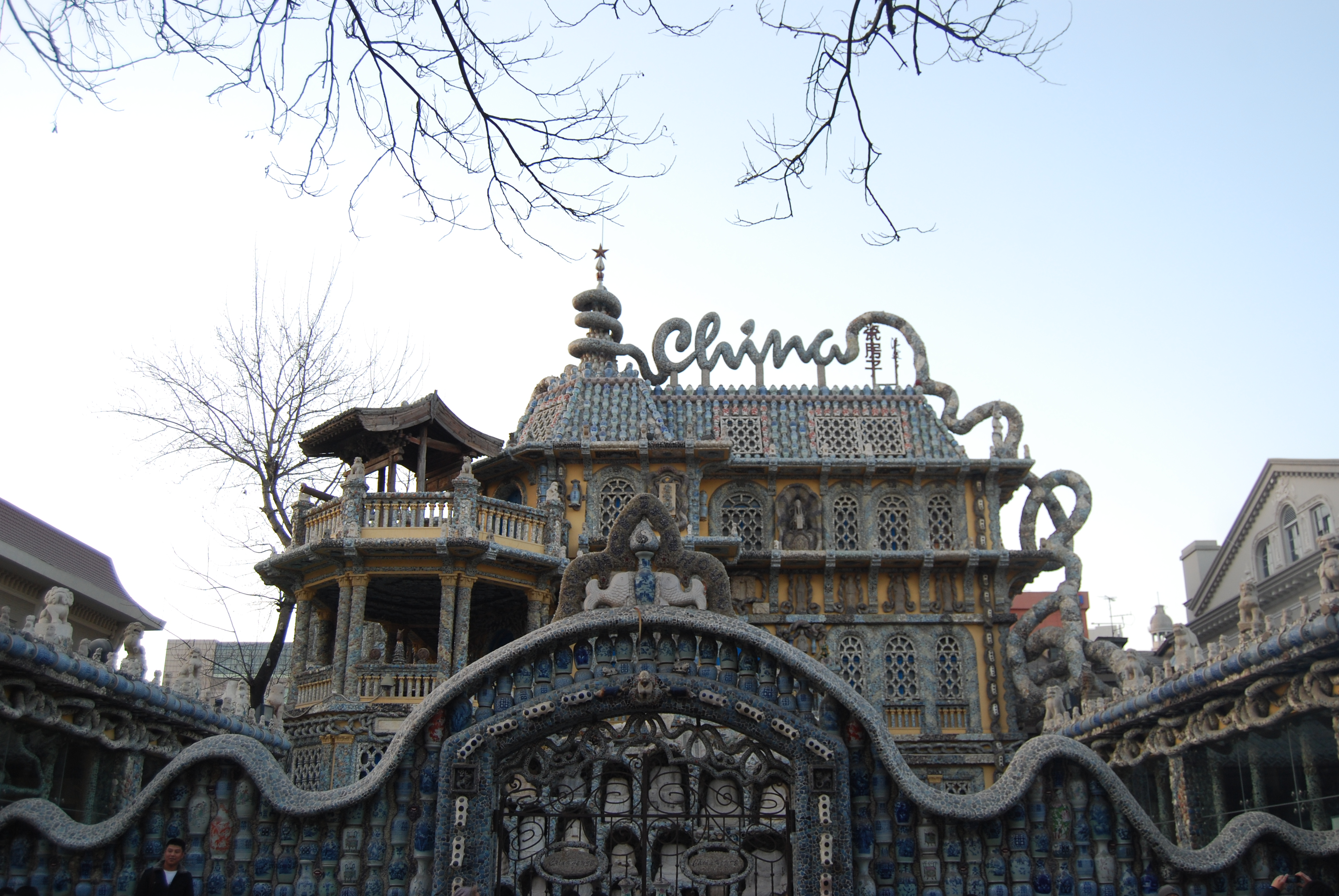
منزل مزين بأكثر من سبعمائة مليون قطعة خزفية

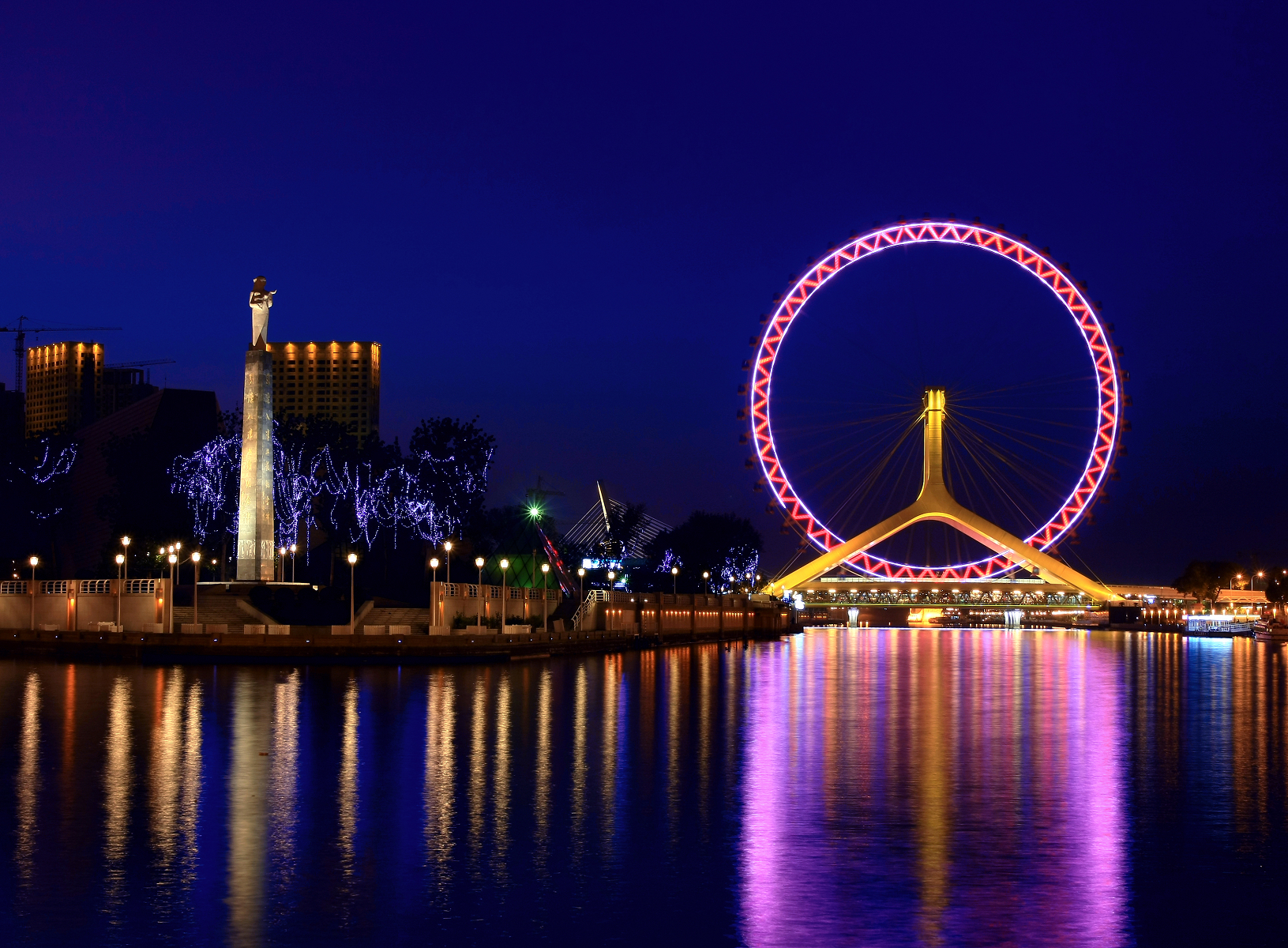
عين تيانجين

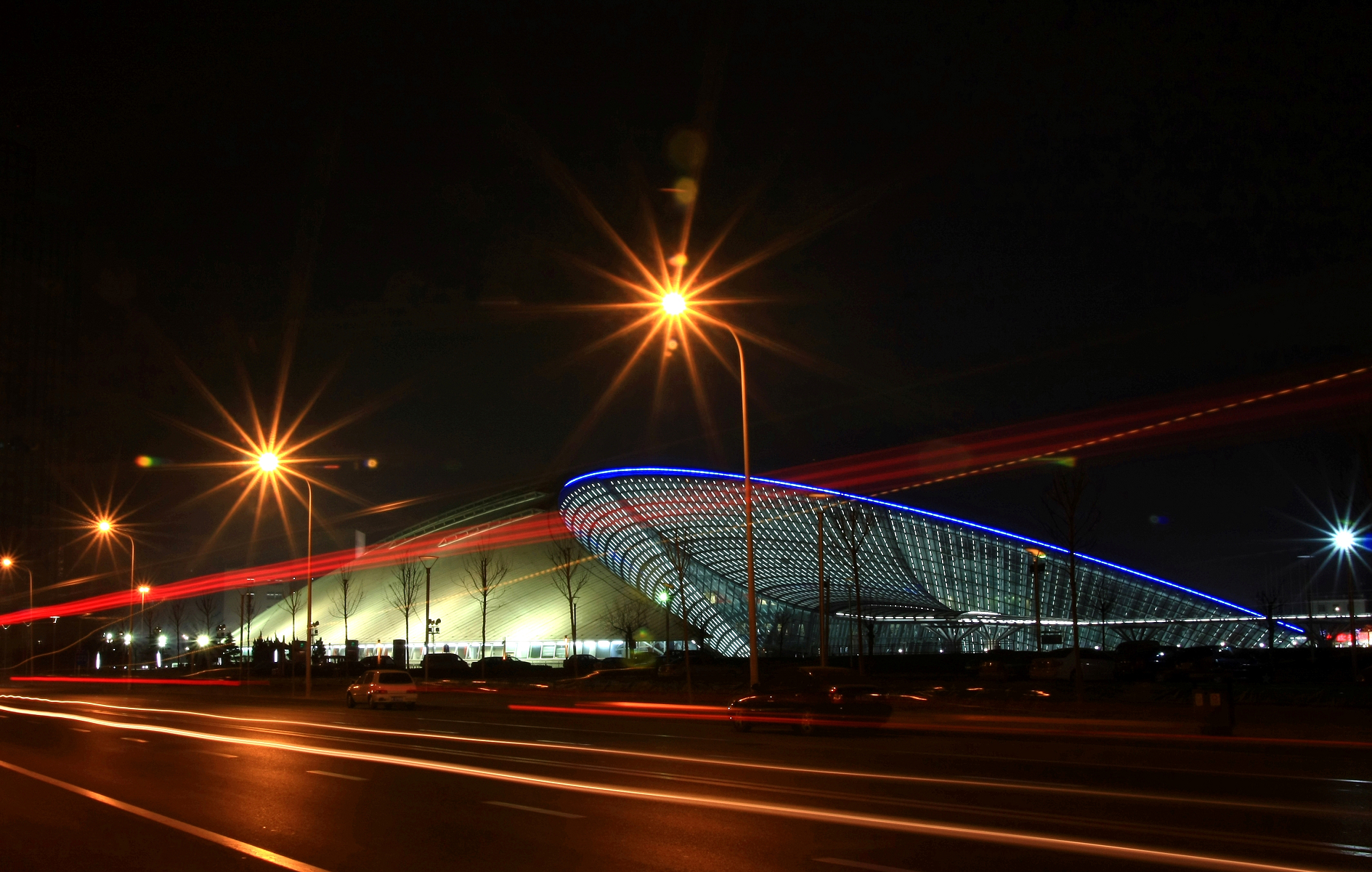
متحف تيانجين

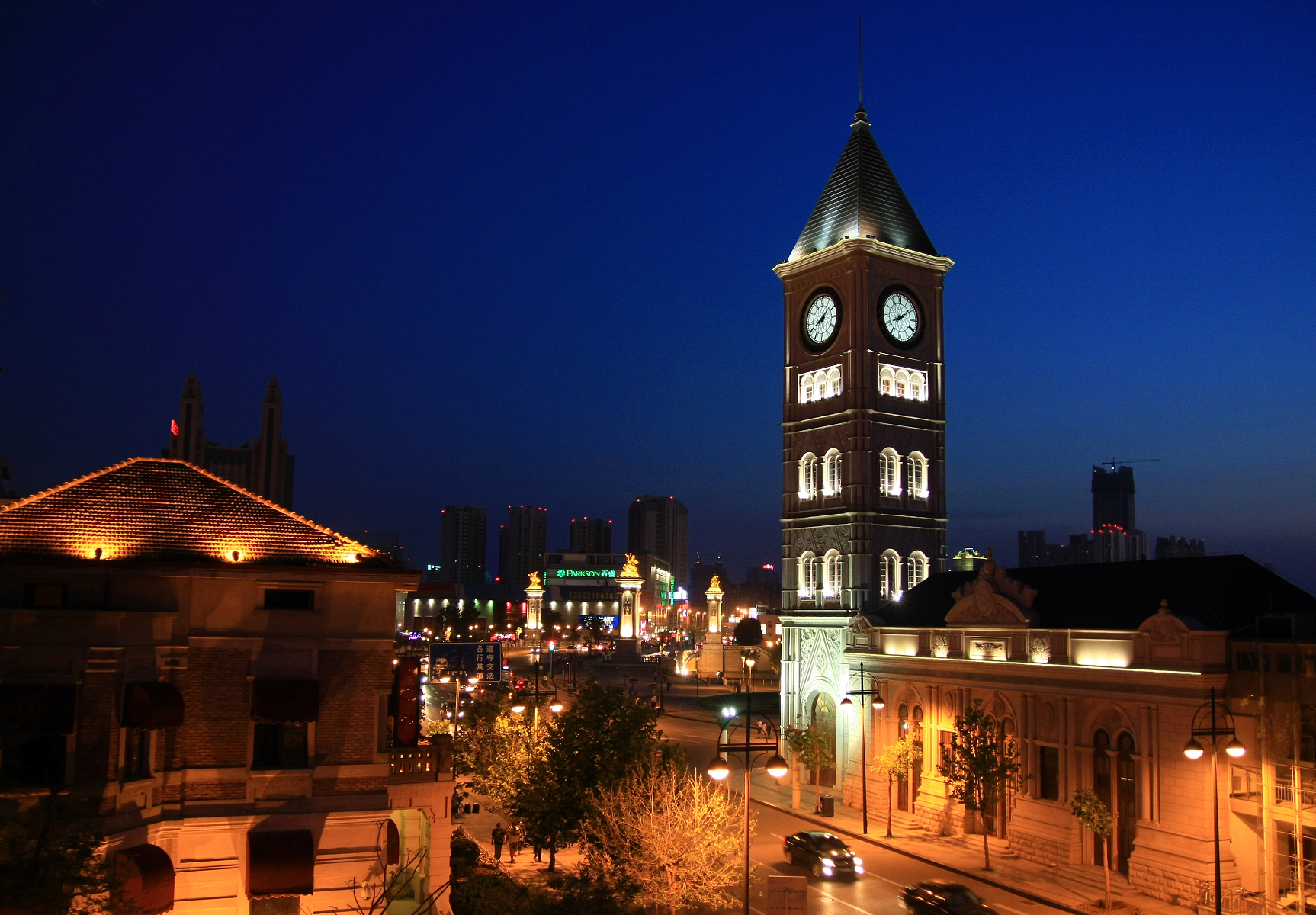
مدينة تيانجين الإيطالية

## الفنون العسكرية
جنبا إلى جنب مع بكين، كانت تيانجين لعدة قرون تعتبر مركزًا لفنون الدفاع عن النفس الصينية التقليدية. العديد من أساتذة الفنون في الماضي والحاضر مثل باجيكوان وبيغوا زانغ وشينغ يي تشيوان وباغوا زانغ وآخرين عاشوا أو يعيشون في المدينة. المناطق الأكثر شهرة لفنون الدفاع عن النفس في المدينة هي هونغ تشياو ونانكاي، وتكثر فنانو الدفاع عن النفس في المساحات الخضراء العامة مثل حديقة شيغو وحديقة تيانجين المائية .

## تعليم

### الكليات والجامعات
تحت إشراف وزارة التربية والتعليم الوطنية:
- جامعة تيانجين (تأسست عام 1895، أول جامعة حديثة في الصين)
- جامعة نانكاى (تأسست عام 1919، إحدى أعرق الجامعات في الصين)

تحت حكومة البلدية:
- أكاديمية تيانجين للفنون الجميلة
- كلية الزراعة تيانجين
- جامعة تيانجين تشنغ جيان
- معهد تيانجين للموسيقى
- جامعة تيانجين للدراسات الأجنبية
- معهد تيانجين للتربية البدنية
- جامعة تيانجين الطبية
- جامعة تيانجين عادي
- جامعة تيانجين بوليتكنيك
- جامعة تيانجين للتجارة
- جامعة تيانجين للتمويل والاقتصاد
- جامعة تيانجين للعلوم والتكنولوجيا
- جامعة تيانجين للتكنولوجيا
- جامعة تيانجين للتكنولوجيا والتعليم
- جامعة تيانجين للطب الصيني التقليدي

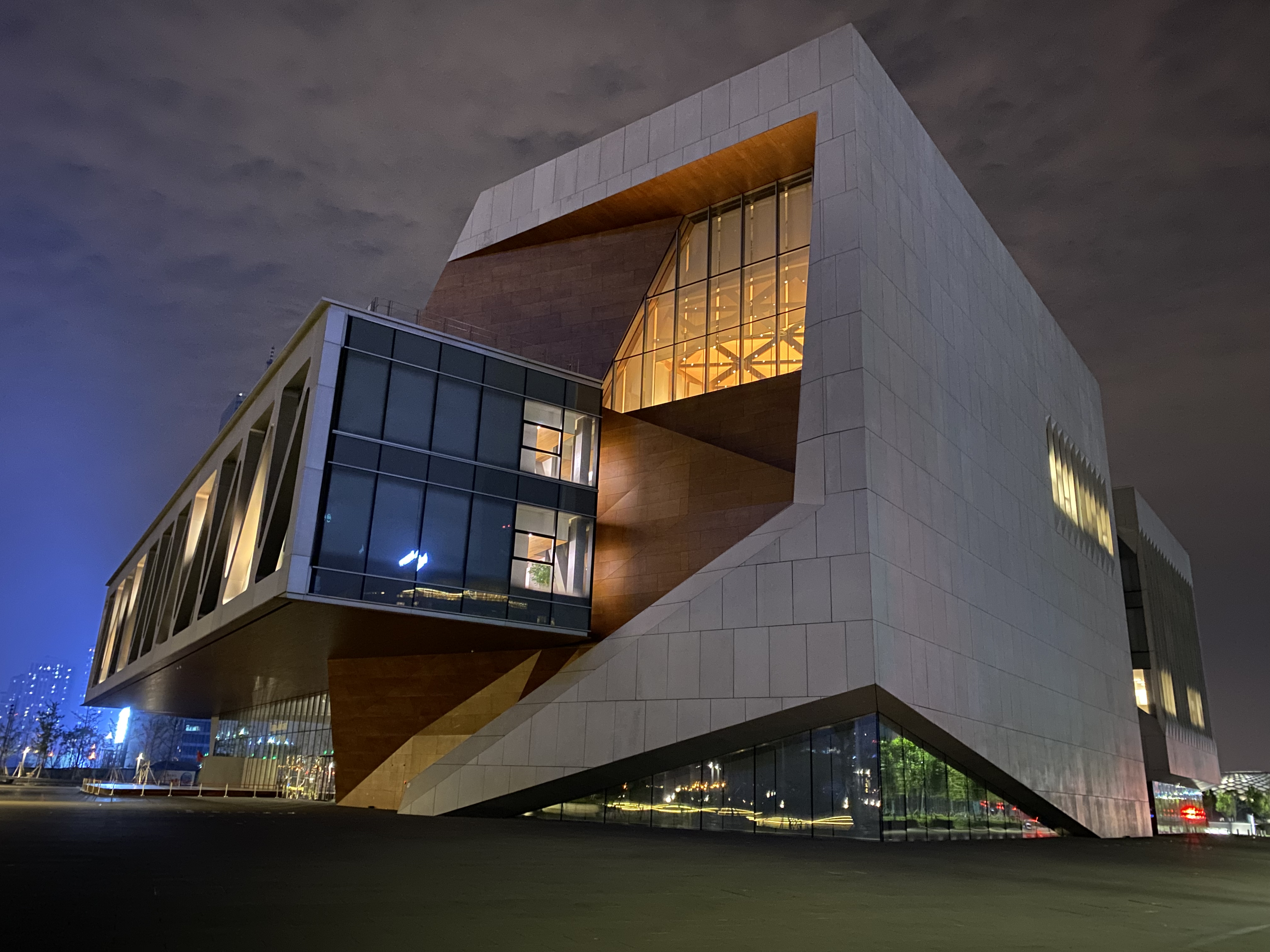
مدرسة تيانجين جويليارد في بينهاى، تيانجين

- افتتح مركز تيانجين بجامعة فلوريدا الدولية في عام 2006 كمشروع تعاوني بين حكومة البلدية والجامعة التي تتخذ من ميامي مقراً لها.
- برنامج ماجستير إدارة الأعمال في جريت وال، أوكلاهوما سيتي، كلية مايندرز للأعمال، التي تأسست عام 1986 في حرم جامعة تيانجين للتمويل والاقتصاد.[77]
- معهد رافلز للتصميم في تيانجين هو مشروع مشترك بين جامعة تيانجين للتجارة وكلية بوستيد ومعهد رافلز للتصميم في سنغافورة.

## المدن التوأم والمدن الشقيقة
- كويه
- تشيبا [78]
- إنتشوان[79]
- موبيل (ألاباما)[80]
- لاراتكا[81]
- يونشوبينغ[82]

- فيلادلفيا
- بيونغيانغ
- وودج
- أبيدجان
- ميكولايف
- مار دل بلاتا
- تشيبا
- فيتشبورغ
- بانكوك (27 فبراير 2012 -)
- سراييفو
- دالاس
- سلانيك
- هاكوداته (18 أكتوبر 2001 -)
- خاركيف
- كوتايسي
- ريشون لتسيون
- خرونينغن
- ها فونغ
- إنتشون
- إزمير (1990 -)[83]
- Jönköping Municipality [الإنجليزية]‏
- كوبه
- ملبورن
- أولان باتور
- يوكايتشي
- Larnaca Municipality  [لغات أخرى]‏ (17 مايو 2007 -)[84]

## أعلام
- وانغ كنعان
- إريك هنري ليدل
- وانغ كيانغ
- ون جيا باو
- شواي تشانغ

## روابط خارجية
- موقع حكومة تيانجين
- منطقة التجارة الحرة التجريبية في الصين (تيانجين) نسخة محفوظة November 2, 2019, على موقع واي باك مشين.
- لمحة اقتصادية عن تيانجين في HKTDC
- بوابة تيانجين ميديا الرسمية نسخة محفوظة October 20, 2018, على موقع واي باك مشين.
- خريطة تاريخية للجيش الأمريكي لمدينة تيانجين عام 1945
- فيديو ترويجي رسمي لمدينة تيانجين